# Haus Hinter Zünen 8

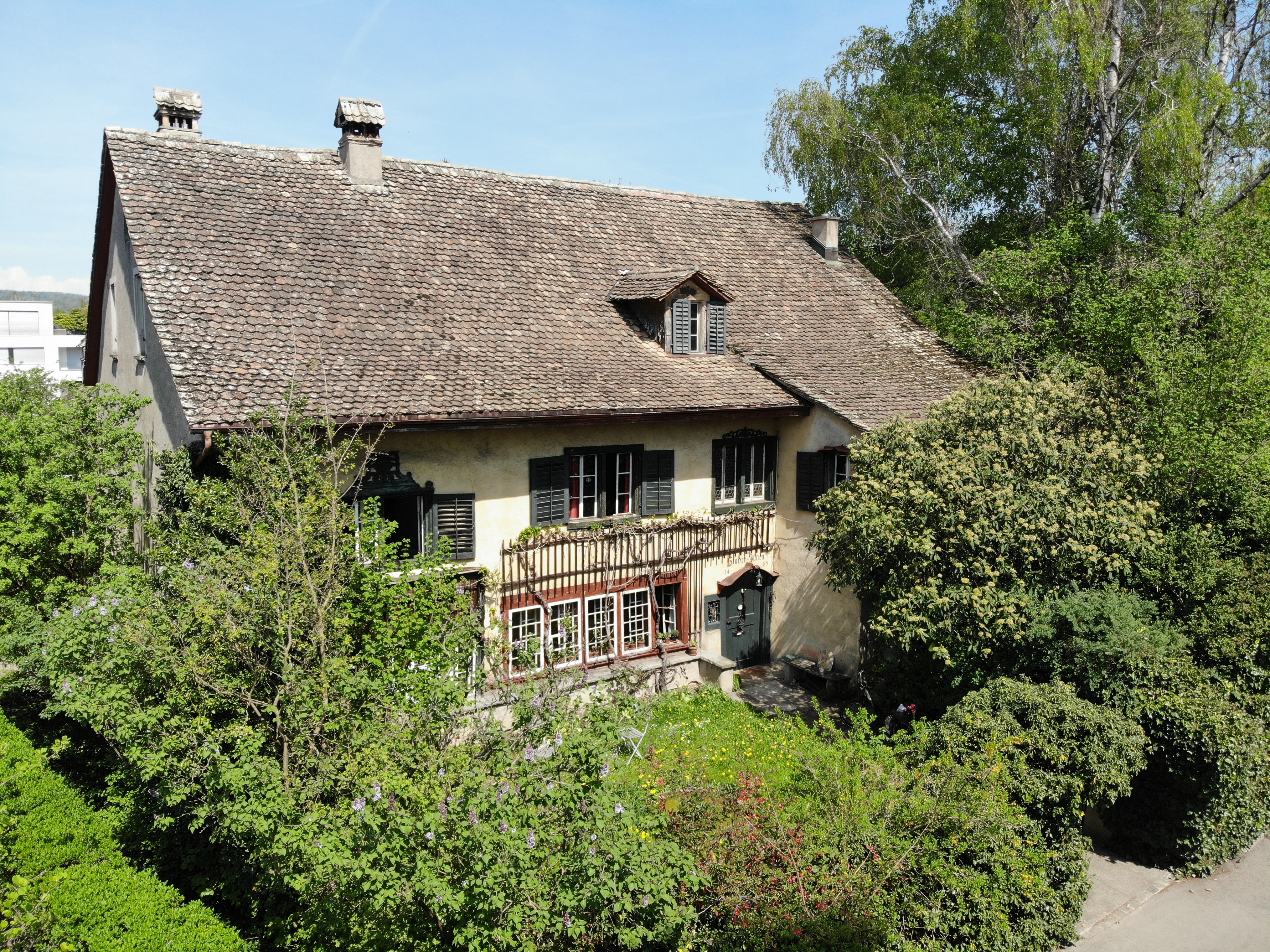
Ansicht von Süden

Das Haus Hinter Zünen 8 steht in Zollikon im Kanton Zürich im Ortsteil Hinterdorf. Es stammt aus dem ausgehenden Mittelalter und ist damit eines der ältesten Gebäude des Dorfes, im Kern vermutlich das älteste. Das Haus ist als Objekt von regionaler Bedeutung (B-Objekt) unter der Nummer 12727 im Schweizerischen Inventar der Kulturgüter und in der Liste der Kulturgüter in Zollikon eingetragen und gehört damit zum Kulturerbe der Schweiz.

## Name und Lage

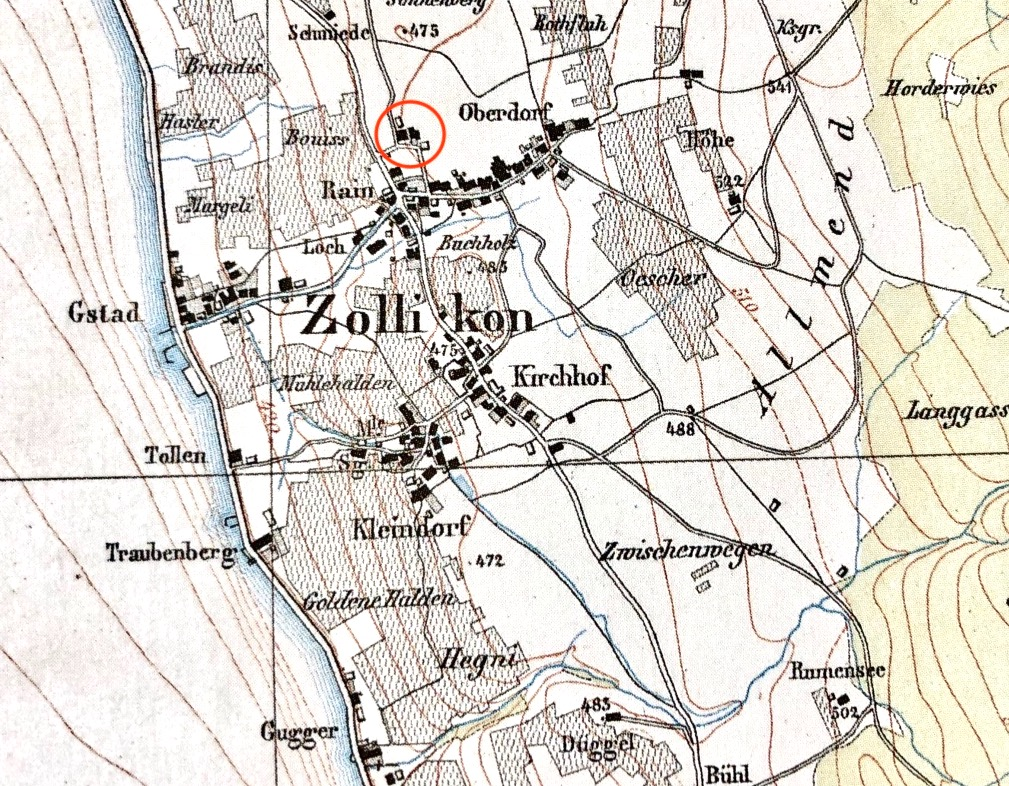
Wildkarte, um 1850

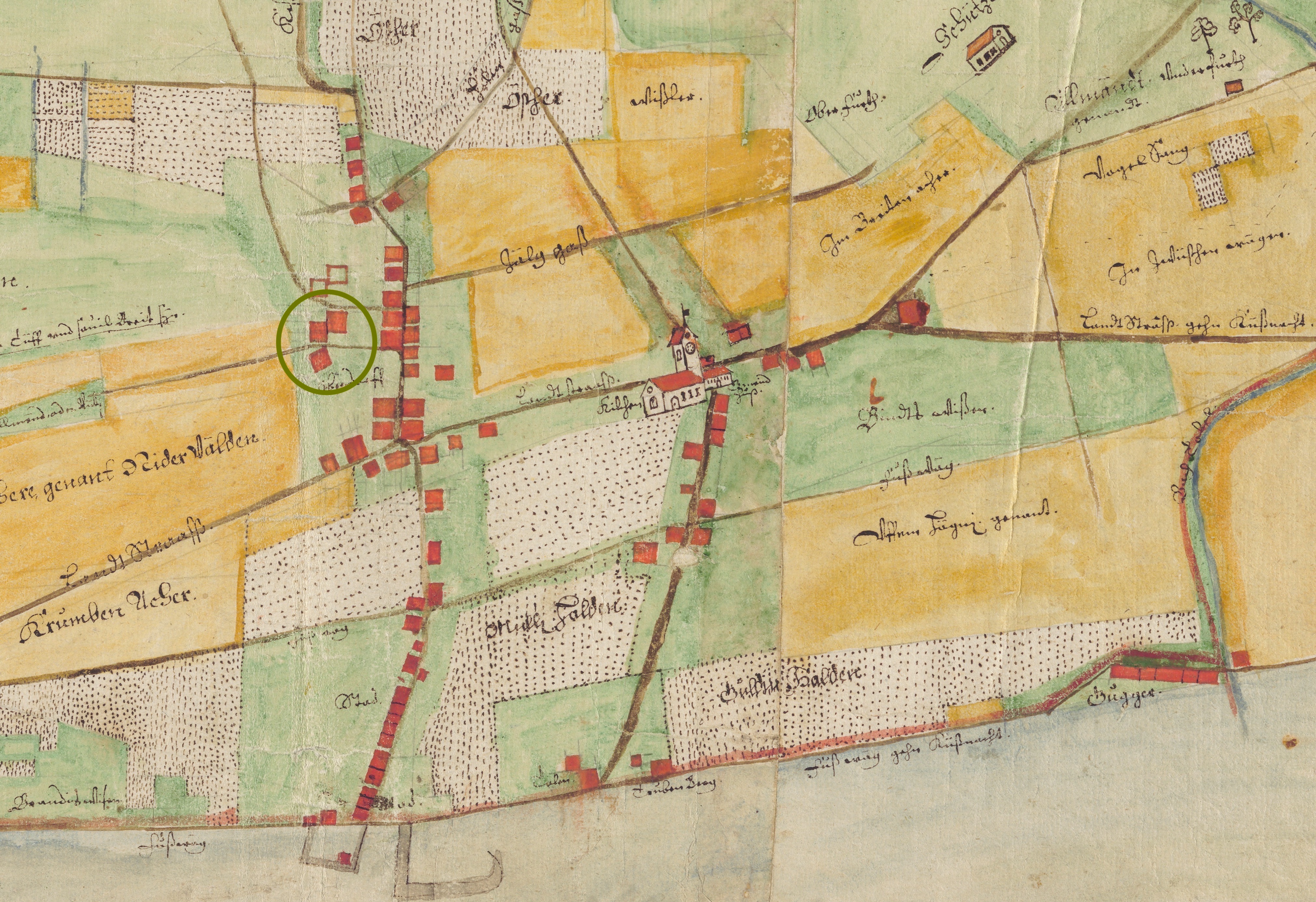
Zollikommer Bann von 1720

«Hinter Zünen» hiess das ganze Gebiet, das von der Kirche aus gesehen bei den Zäunen im hinteren Teil des Dorfes lag. Dieser Name ging auf die Gebäude über, die in diesem Gebiet gebaut wurden. Die Häusergruppe bildete früher den nördlichen Rand der ganzen Siedlung. Erstmals erwähnt wird der Name «Hinter Zünen» im 16. Jahrhundert. Im Gemeindeurbar heisst es im Jahr 1557: 5 dagwen [Tagwerk] reben hinder zünen gelegen zwüschent beden strassen und ebenfalls 1557: fier kameren reben ligend hinder zünen.
Neben Schreibweisen wie Hinter Zünen, Hinter Zäunen, Hinterzeünen oder Hinderzynen erscheinen in Dokumenten auch Namen wie Hintere Zäunen, Zur hinder Zünen oder An der hinteren Zünen, die eine weitere Deutung erlauben. Die Bezeichnung An der hinteren Zünen dürfte die Bedeutung des Namens am treffendsten bezeichnen. Die eigentliche Ortsbezeichnung ist demnach «Zünen» und «hintere» deren örtliche Präzisierung. Dies bestätigt auch die in Zollikon heute noch gebräuchliche Aussprache, nach der der zweite Teil des Wortes betont wird, also «Zünen» und nicht wie üblicherweise der erste Teil wie beispielsweise Hinterdorf oder Hinterried.
Die Ortsbezeichnung mit «Hinter» bzw. «Vorder» findet sich auch andernorts am Zürichsee und wird stets nach derselben Regel verwendet. Lag nämlich eine Häusergruppe Richtung Rapperswil, wurde sie mit «Vorder» bezeichnet und der Richtung Zürich liegende entsprechende Ort mit «Hinter». Beispiele dafür sind in Zollikon der «Vordere Gugger» an der Seestrasse beim Düggelbach und der «Hintere Gugger» beim ehemaligen Altersheim am See sowie die Bezeichnungen «Vordere Höchi» bei der Bergstrasse und die «Hintere Höchi» Richtung Zürich. Auf dem Pfannenstil entsprechen der «Vordere Pfannenstil» und sein zürichwärts gelegenes Pendant «Hinterer Pfannenstil» dieser Gewohnheit.
Die einzelnen Dorfteile sind auf diesem Ausschnitt der ältesten Karte Zollikons, dem Zollikommer Bann von 1720, gut zu erkennen. Das Hinterdorf ist oberhalb der Bezeichnung «Oberdorf» als drei rote Quadrate eingetragen: Unten das Bauerngut Rütistrasse 43, oben das als Doppelhaus eingezeichnete Haus Hinter Zünen 8. Der schmale Flurweg zwischen den beiden Häusern führte in die Felder. Die beiden leeren Quadrate darüber bezeichnen Scheunen, eventuell auch eine Trotte. Rechts ist die Häuserzeile des Oberdorfs erkennbar, darunter die Häusergruppe um den heutigen Dufourplatz und weiter oben die untersten Häuser am Kessler.

## Äussere Erscheinung

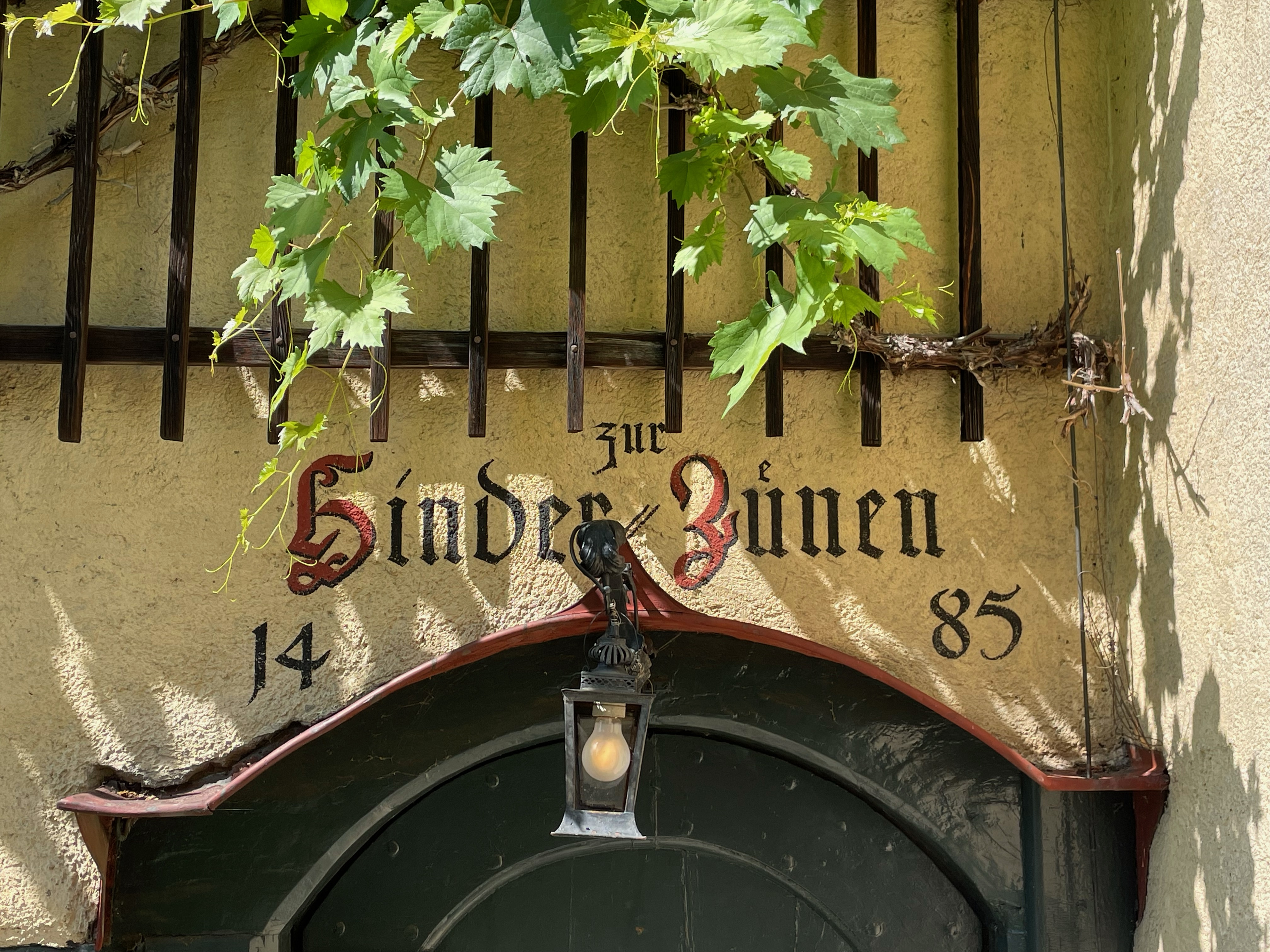
Schrift über dem Eingang

Wie im Zürichseegebiet mancherorts üblich, steht der knapp 11 Meter hohe Bau giebelständig zum See.

### Südfassade
Die reich gegliederte 17,50 Meter lange Südfassade ist dem angrenzenden Ortsteil Oberdorf zugewandt. Vor dem kleinen mit Butzenscheiben versehenen Fenster links des Eingangs ist auf einer von schmiedeeisernen Ranken umgebenen ovalen Platte das Hauszeichen von Felix Kienast aus dem Jahr 1844 abgebildet. Auf welches Ereignis sich die Jahreszahl 1485 bezieht, ist nicht bekannt, schriftliche Aufzeichnungen aus jener Zeit liegen nicht vor. Das Baujahr des Gebäudes kann nicht gemeint sein: Der östliche Teil ist älter, der westliche stammt ursprünglich aus der Mitte des 16. Jahrhunderts. In einer Nische steht rechts des Eingangs als Halbrelief die Gipsfigur einer Madonna mit Kind, die an Skulpturen italienischer Renaissancebildhauer wie Donatello oder Andrea del Verrocchio erinnert. Vermutlich handelt es sich um einen Abguss von geringem künstlerischem Wert, ihr Alter und Schöpfer sind nicht bekannt. Auf dem Gemälde eines Uhrmachers vom Maler Jakob Welti, der fast 50 Jahre in den Hinter Zünen lebte, ist die Madonna hinter dem Uhrmacher zu erkennen.
Die Säule aus grauem Sandstein an der Hausecke, die in den 1950er-Jahren noch gut erhalten war, ist als Folge der Luftverschmutzung im Zerfall begriffen. Vom Gesicht ist kaum mehr etwas zu erkennen, das Wappen mit den Initialen RW und dem Rad mit den vier Speichen ist verschwunden. Woher die Säule stammt und worauf sich die Initialen RW bezogen, ist nicht bekannt; sie passen zu keinem der Bewohner. Die Säule war ursprünglich Teil eines steinernen Torbogens über den Weg in den Garten; auf einem Plan aus dem Beginn der 1960er-Jahre ist er noch eingezeichnet. Der in die Hauswand eingelassene Ammonit links der Säule wurde von Jakob Welti dort angebracht.
Das kreisrunde Brunnenbecken im Garten vor dem Haus wurde früher von einer natürlichen Quelle gespeist. Sie versiegte um 1980, da ihr Wasser weiter oben gefasst wurde.

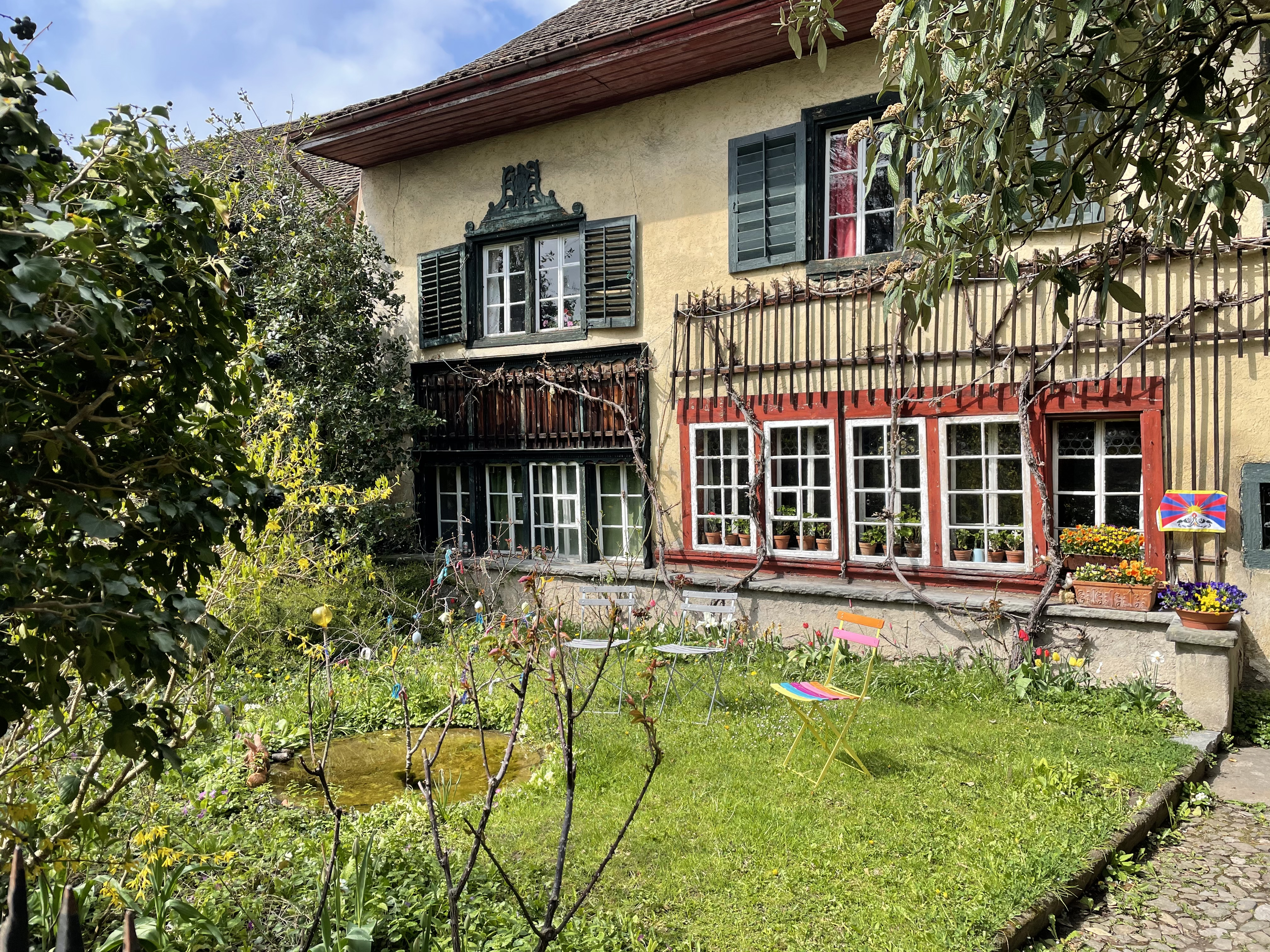
Garten auf der Südseite
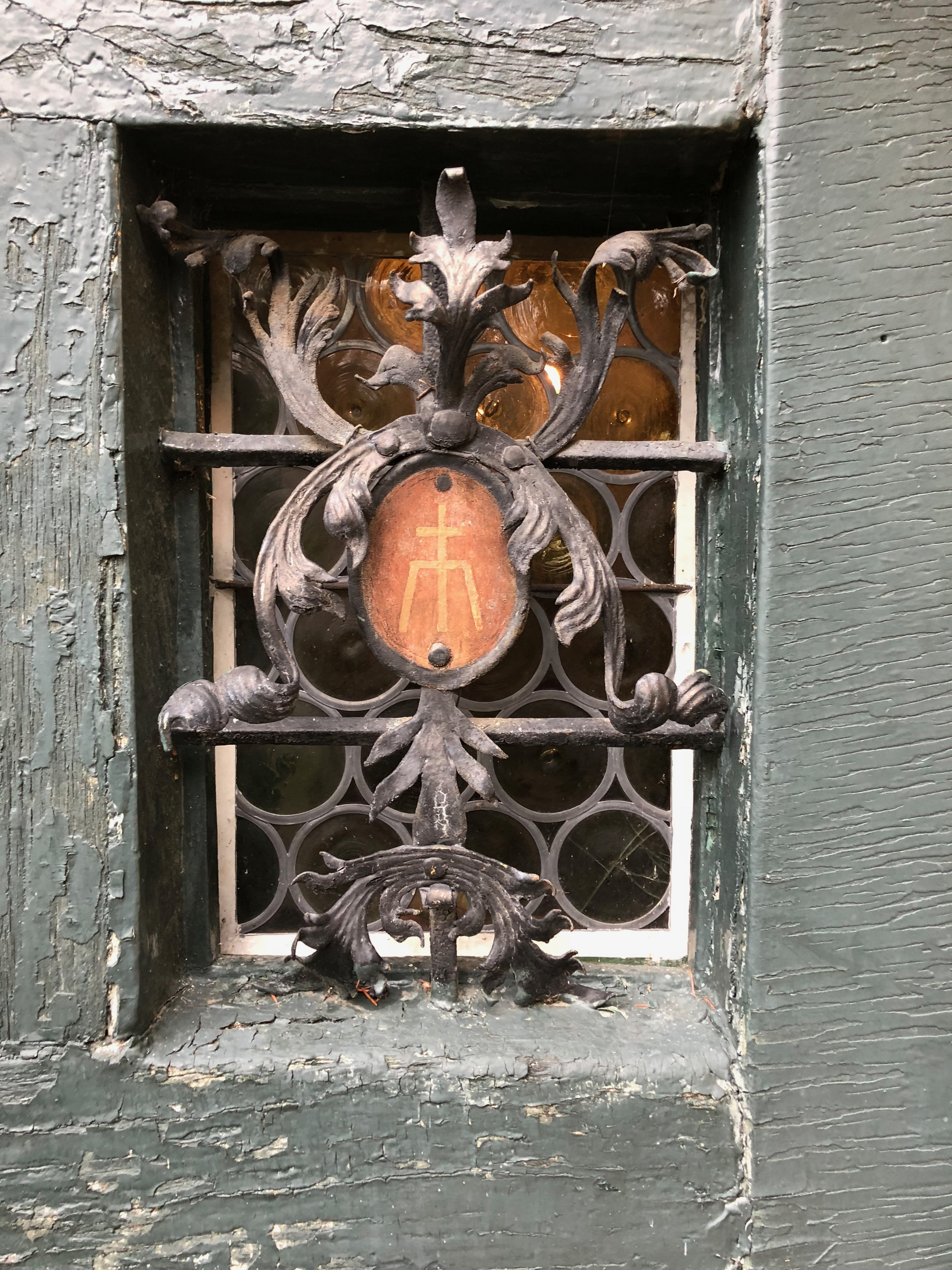
Hauszeichen Kienast
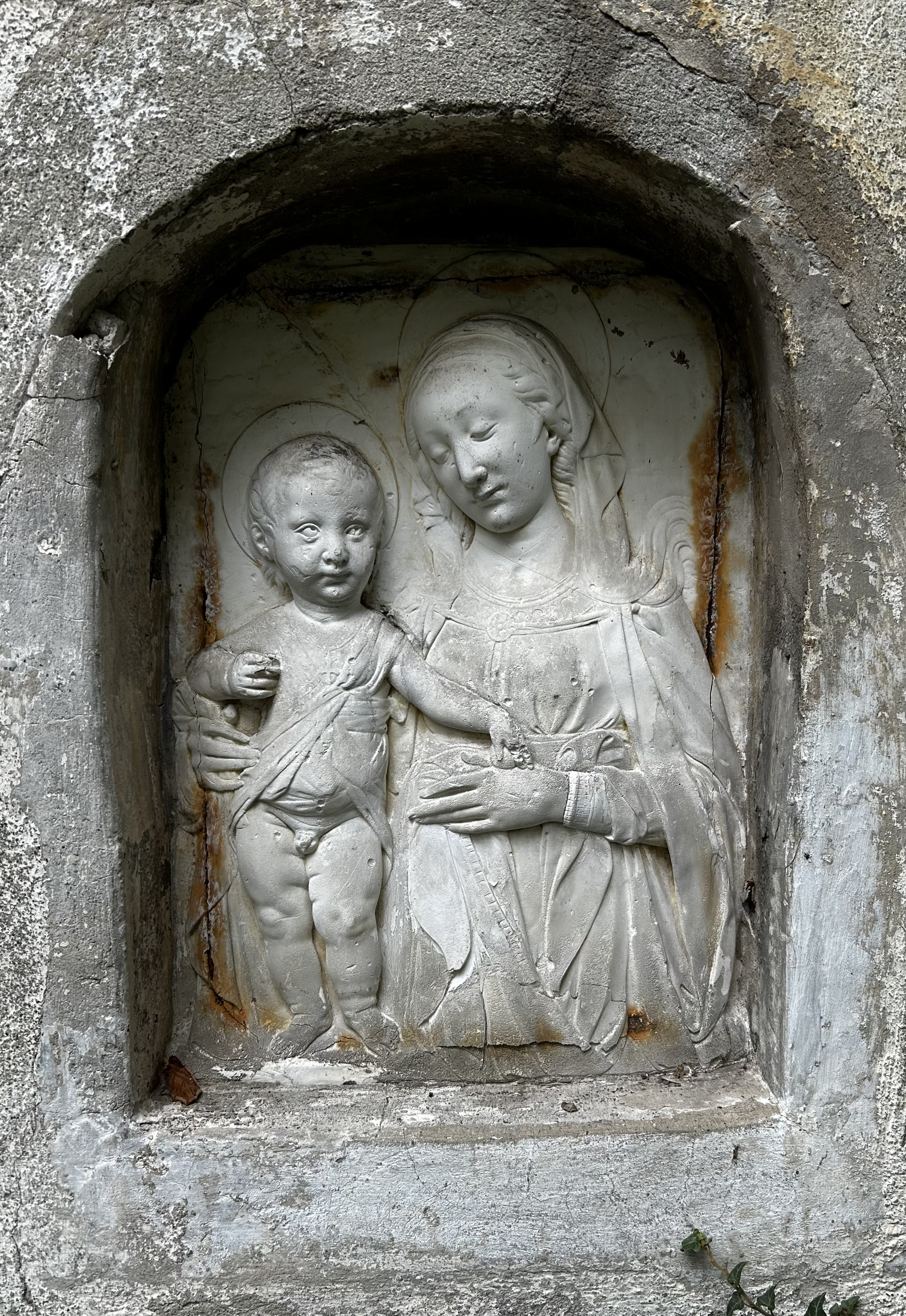
Madonna
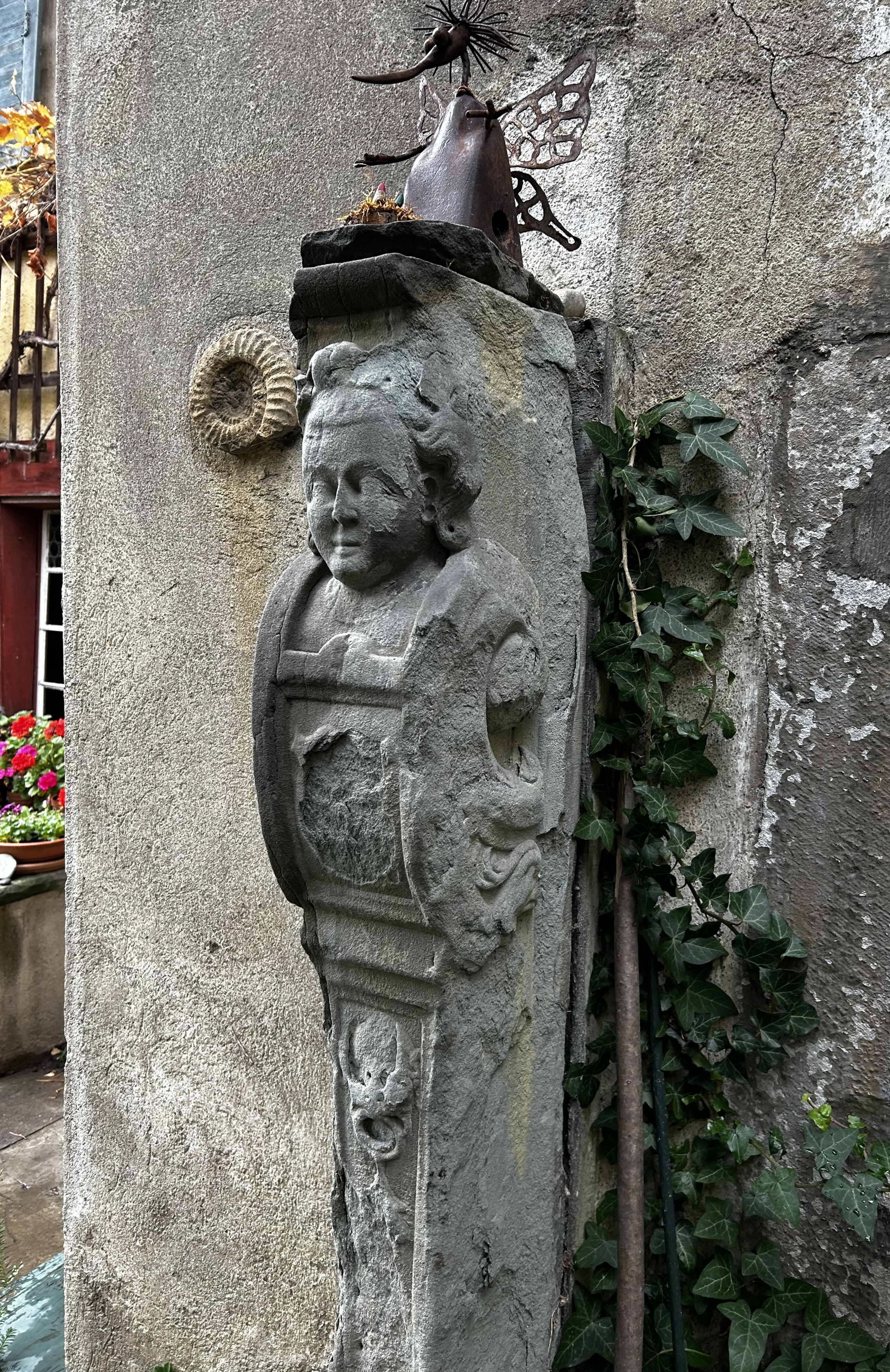
Sandsteinsäule

### Westseite

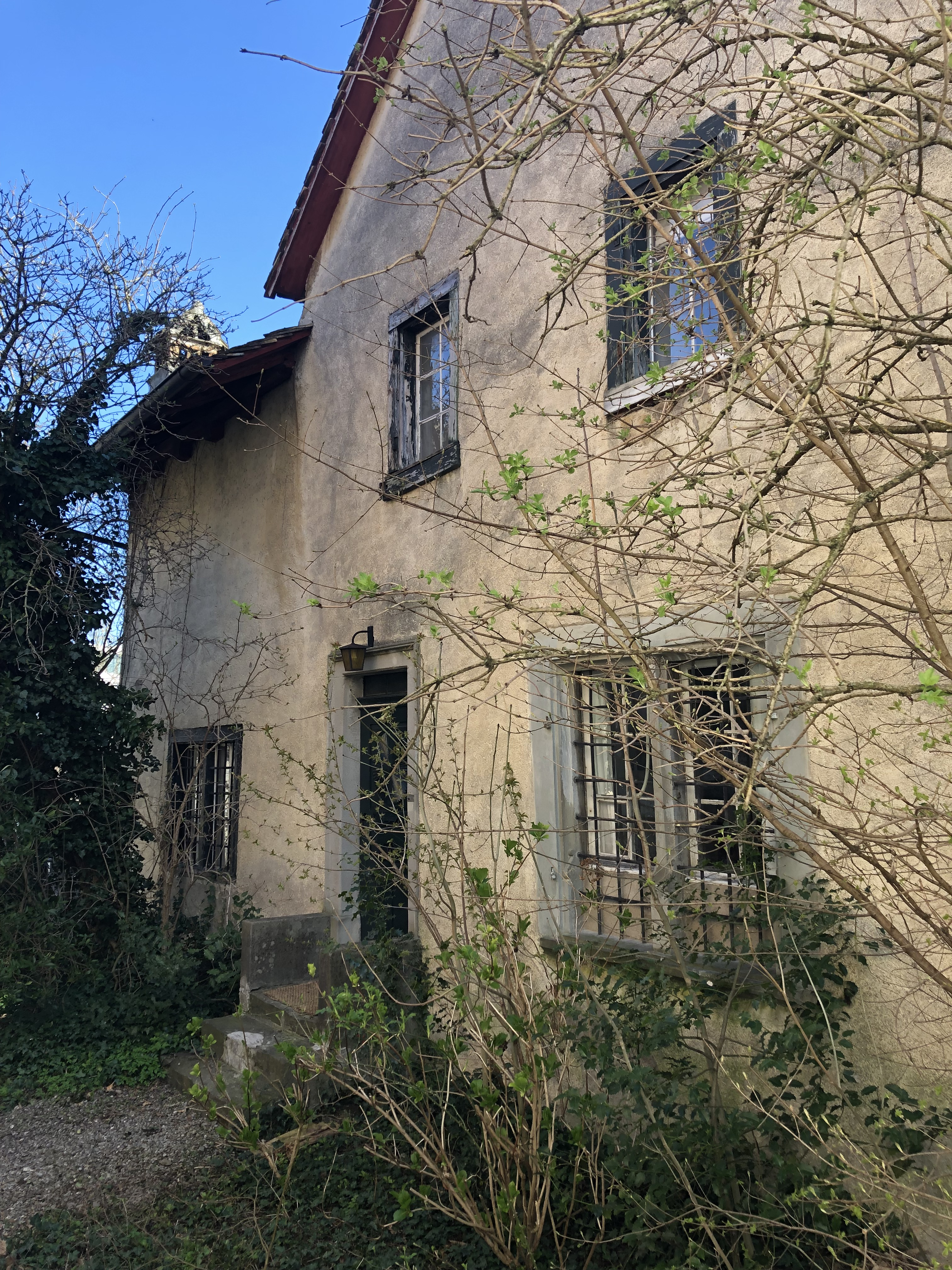
Westseite

Die dem See zugewandte Westseite steht buchstäblich im Schatten der Südseite: In wenigen Metern Abstand steht die Ostwand des Bauernhauses Rütistrasse 43. Drei steinerne Treppenstufen führen durch eine massive Holztür in einen Korridor und zu einer Treppe ins Obergeschoss. Während der rund hundert Jahre, in denen drei Familien im Haus wohnten, diente sie als Eingangstür zum westlichen Teil des Hauses. Der schmale Weg vor der Westseite ist schon auf dem Zollikommer Bann von 1720 eingezeichnet, er führte auf der Nordseite des Dorfes in die Felder.
Zuoberst hinter den hohen Fenstern erstreckt sich der Dachboden über den ganzen Querbau, der 1788 an das bestehende Gebäude angefügt wurde. Die Mauer auf der rechten Seite ist rund einen Meter stark, das Fenster links des Eingangs führt in den Querbau.

### Ostseite

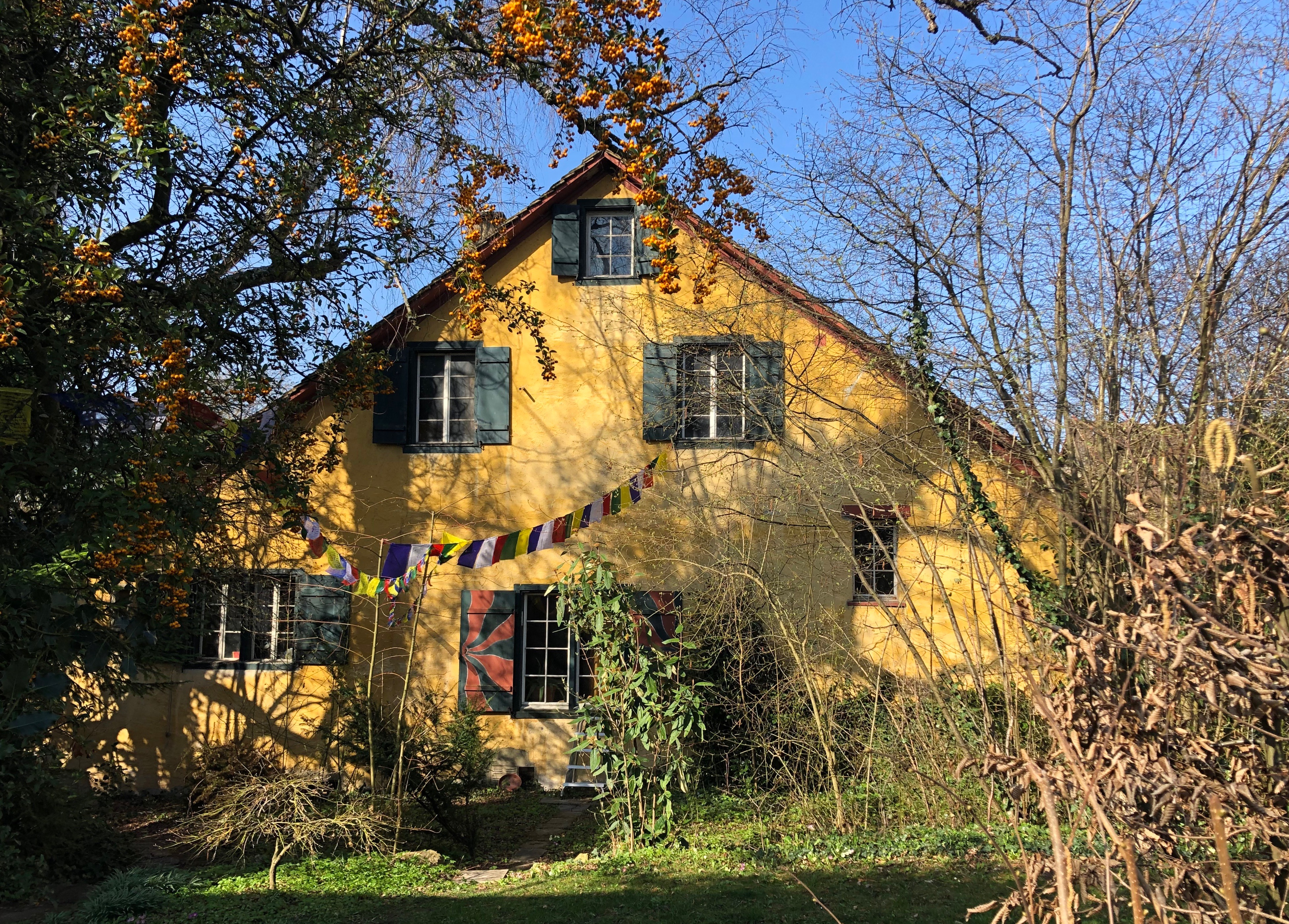
Ostseite

An der Breite der Ostseite ist die Tiefe des Gebäudes gut erkennbar. Sie beträgt knapp 15 Meter und entspricht der Längsseite des mittelalterlichen Turmes. Das Fenster rechts ist der nördlichste Teil eines grossen Atelierfensters, das Jakob Welti hatte ausbrechen lassen, um mehr Licht für seine Malerei zu gewinnen. Es wurde anlässlich der Renovationen 1962 bis auf einen Fünftel wieder vermauert. Das ursprüngliche Fenster in der Mitte hatte Welti zumauern lassen, es wurde 1962 wieder geöffnet. Das oberste Fenster führt in den Dachboden, die unteren zwei Fenster führen in einen Andachtsraum.

### Nordseite
Auf der Nordseite lassen sich die zwei Bauphasen gut ablesen. Der verputzte Teil links gehört zum sogenannten «Turm» aus dem ausgehenden Mittelalter und bildet den Kern der Liegenschaft. Im Inneren ist er durch einen Korridor vom westlichen Gebäudeteil getrennt.
Das auffällige Doppelfenster mit Butzenscheiben im alten Teil ist von einem starken Gewände aus Sandstein gefasst und gehört zum grossen Turmzimmer. Das Sonnenmuster auf den Läden ist mittelalterlichen Darstellungen nachempfunden, die kleinen Fenster zu ebener Erde gehören zum Keller. Die Tür führt in den Korridor, der den «Turm» vom neueren Gebäudeteil trennt.
Der als Riegelbau erstellte rechte Teil stammt aus dem Beginn des 18. Jahrhunderts. Die heute kaum mehr erkennbaren Initialen HK links beziehungsweise rechts der Jahreszahl 1709 über dem Sturz des Kellerfensters beziehen sich auf Heinrich Kienast, der zu jener Zeit als 21-Jähriger die Liegenschaft übernahm. Warum später links noch die Jahreszahl 1866 hinzugefügt wurde, ist nicht bekannt.

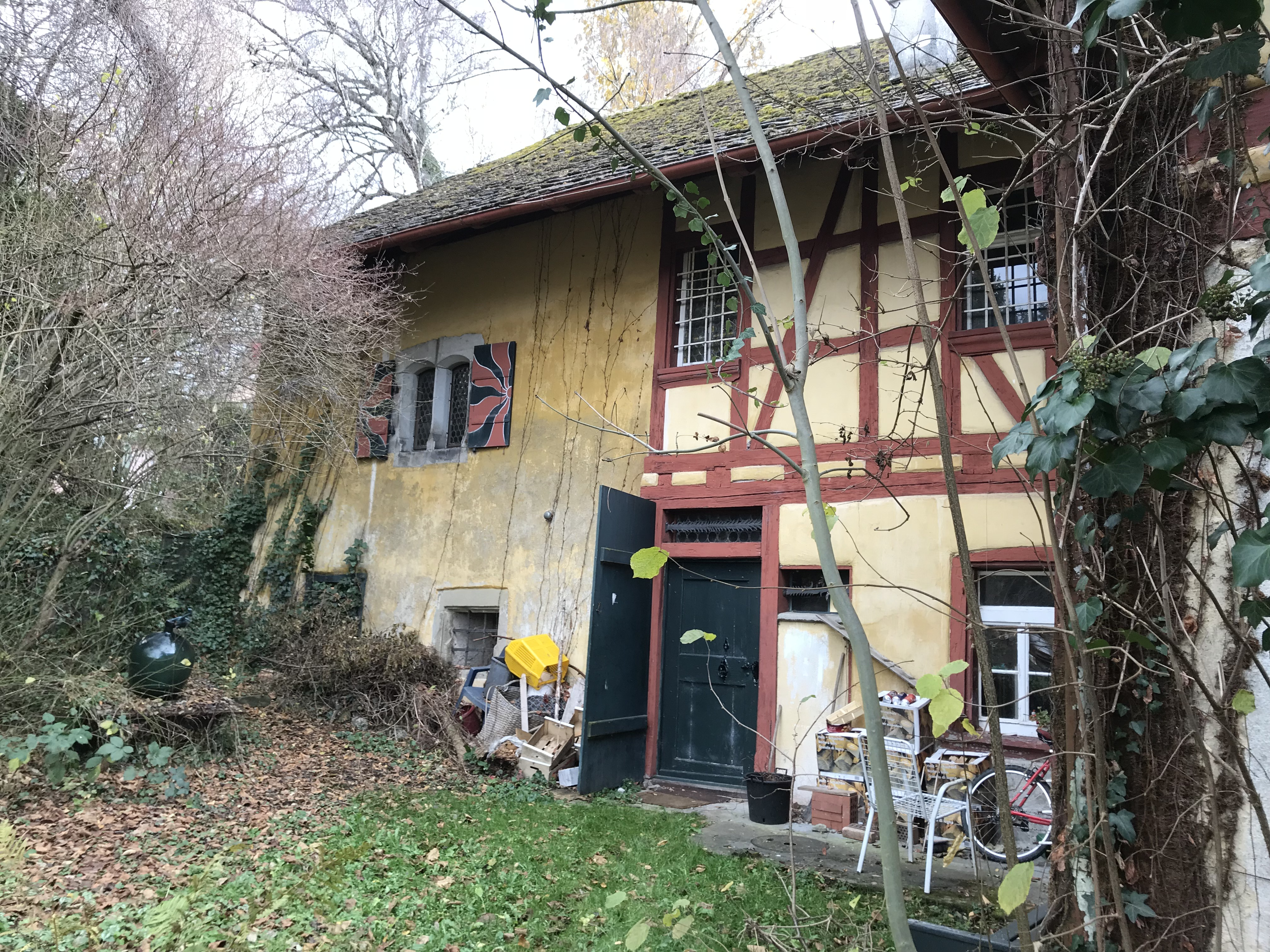
Nordseite
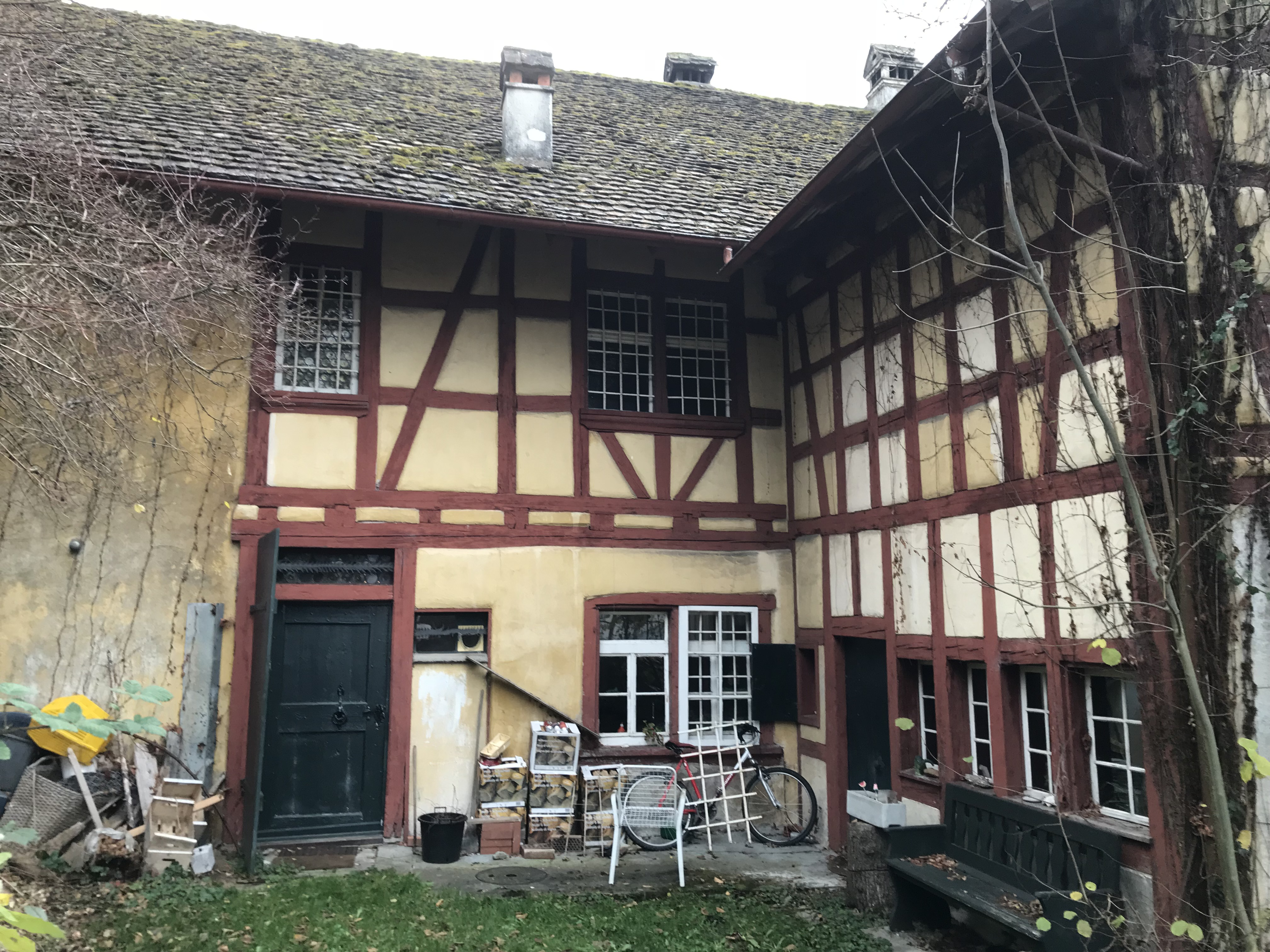
Querbau
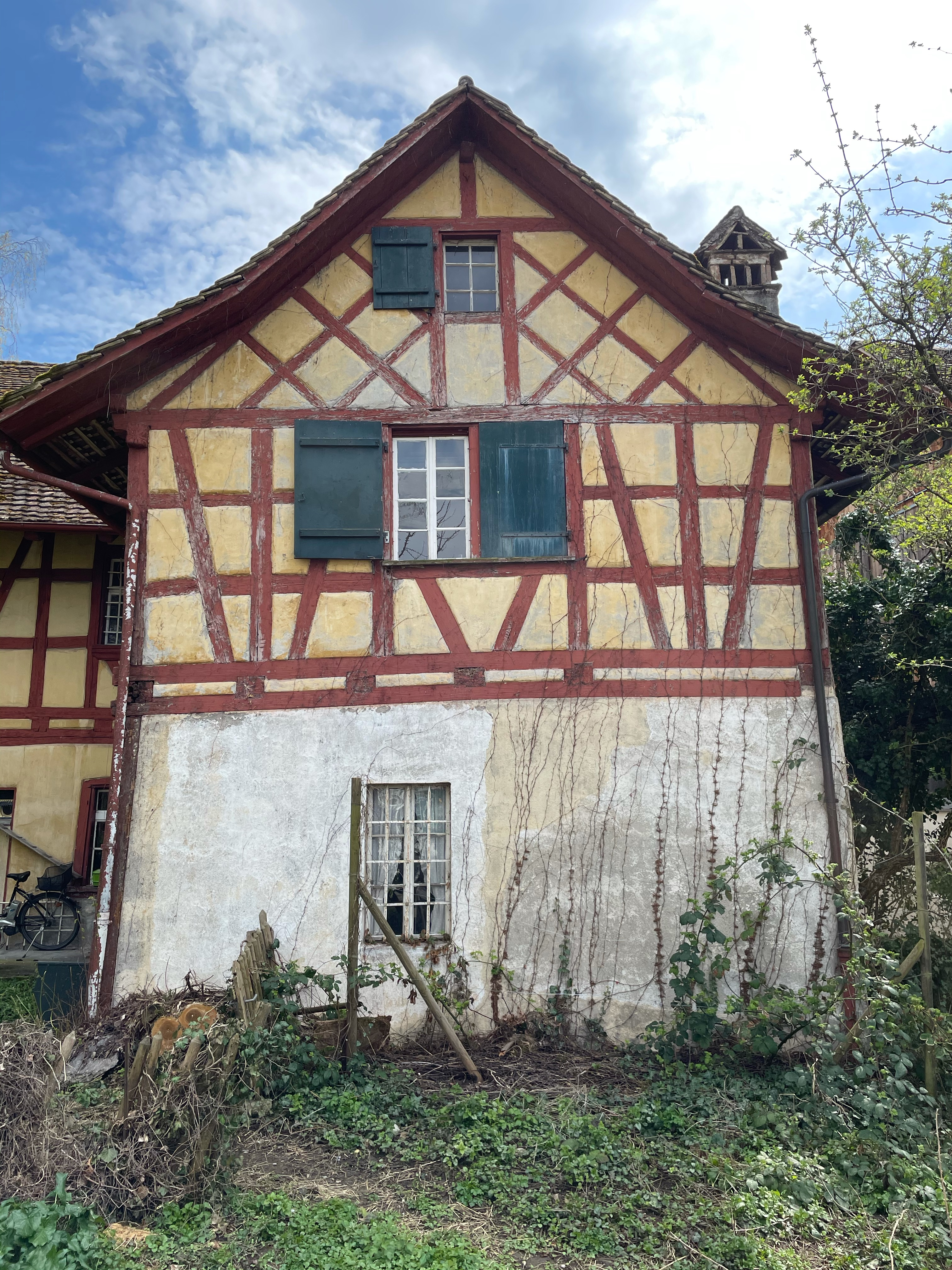
Anbau
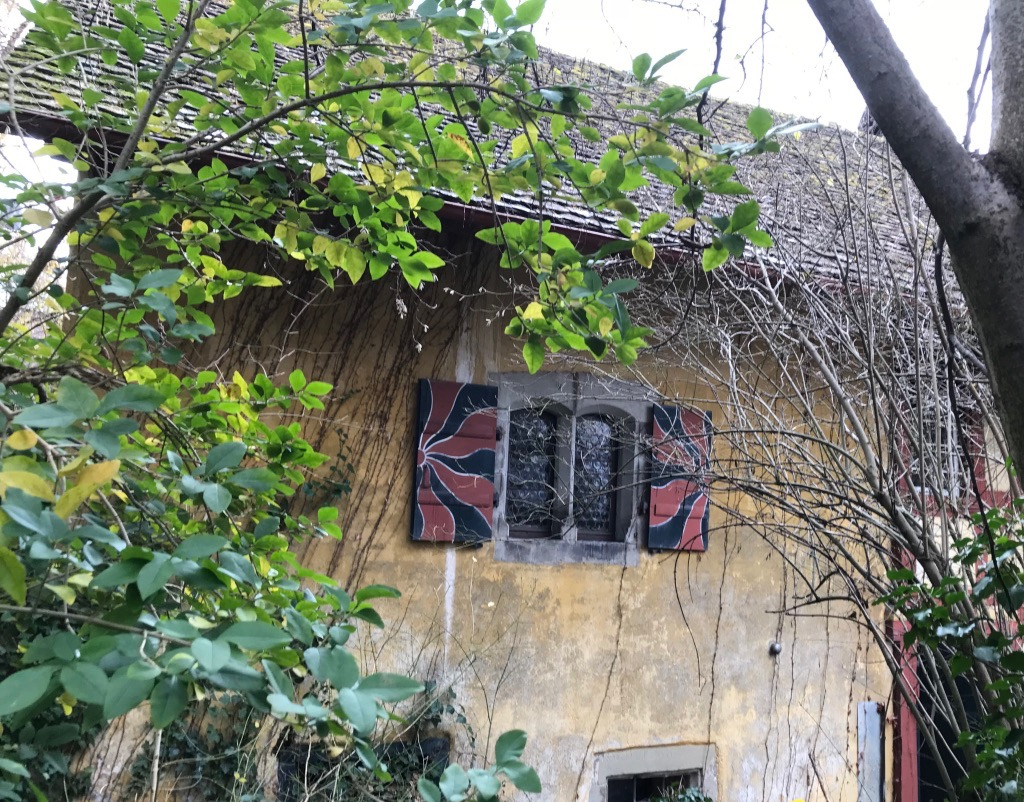
Doppelbogenfenster

## Baugeschichte
Die urkundlich belegte Geschichte des Hauses beginnt mit dem Bevölkerungsverzeichnis von 1634, das die Zürcher Pfarrer auf Geheiss des Antistes Johann Jakob Breitinger anzulegen hatten.

### Turm

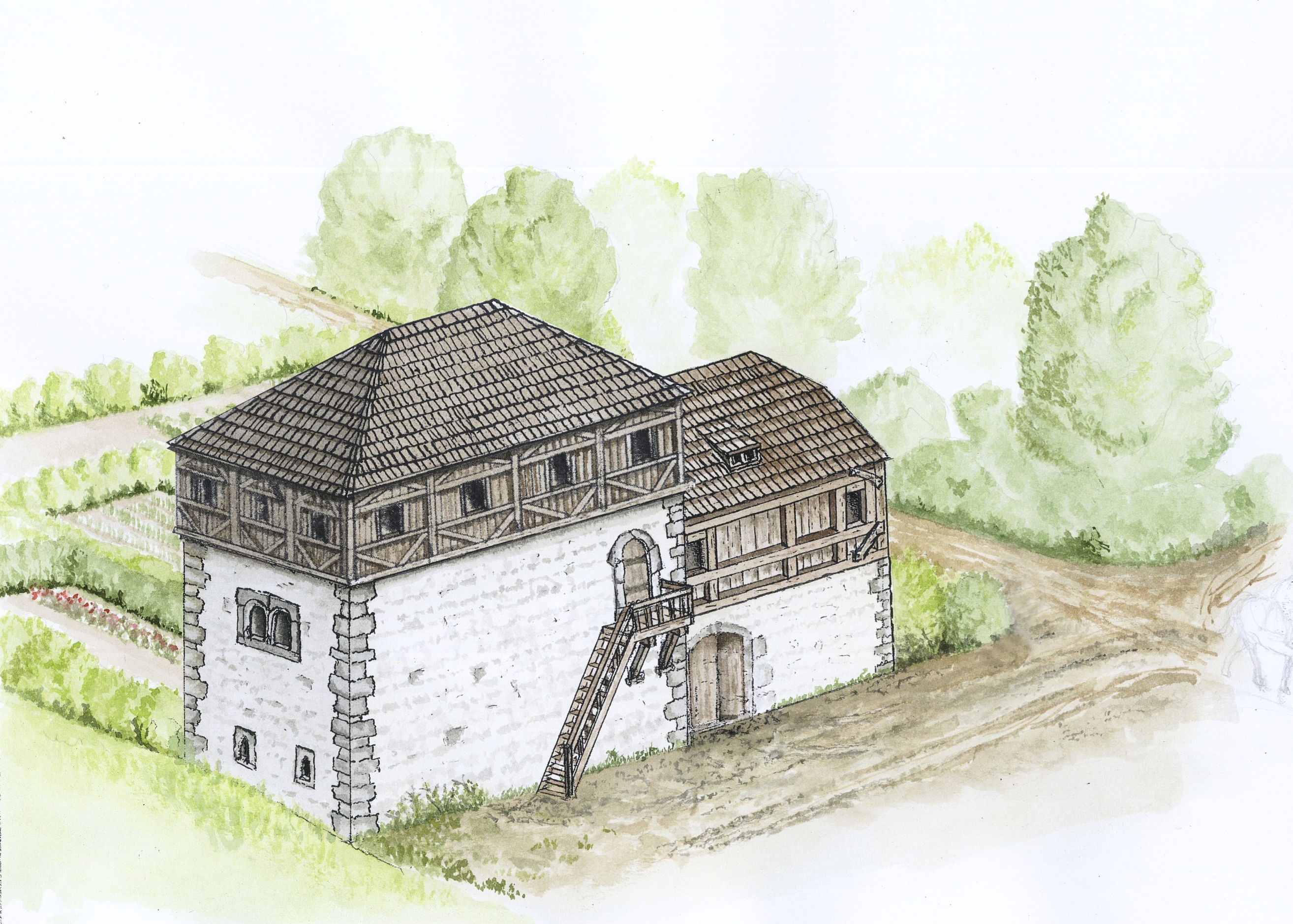
So könnte der mittelalterliche Turm ausgesehen haben. Links das Doppelbogenfenster, vorn die Bogentür zum Saal, damals ein Hocheingang.
Zeichnung von Thomas Germann

Der älteste Teil des Hauses ist der zweigeschossige Wohnturm im Osten, der sich über eine Länge von 14.5 und eine Breite von 6,6 Metern erstreckt. Von aussen ist er nicht mehr als solcher zu erkennen, aber auf Plänen sind seine massiven Mauern nicht zu übersehen. Er dürfte aus dem ausgehenden Mittelalter stammen und ist damit deutlich älter als das übrige Haus. Ob sich die Jahreszahl 1487 auf ihn bezieht, ist nicht nachgewiesen, aber möglich. Die vielen hohen Räume weisen auf eine vornehme Familie als Erbauer hin.
Wie im Keller zu erkennen ist, bestehen die 70 bis 130 Zentimeter dicken Grundmauern des Turmes aus Bruchsteinen. Das Erdgeschoss ist knapp drei Meter hoch, das Obergeschoss unwesentlich höher. Ob sich einst darüber noch ein weiteres Geschoss mit einer Holzkonstruktion erhob, ist nicht bekannt.
Im 1. Stock führt eine grosse Bogentür mit einem Gewände aus mächtigen Sandsteinblöcken in das Turmzimmer. Der grosse Raum mit seiner Höhe von 3,6 Metern und einer Fläche von rund 40 Quadratmetern dürfte schon zu Zeiten seiner Erbauung der wichtigste Raum des Gebäudes gewesen sein.

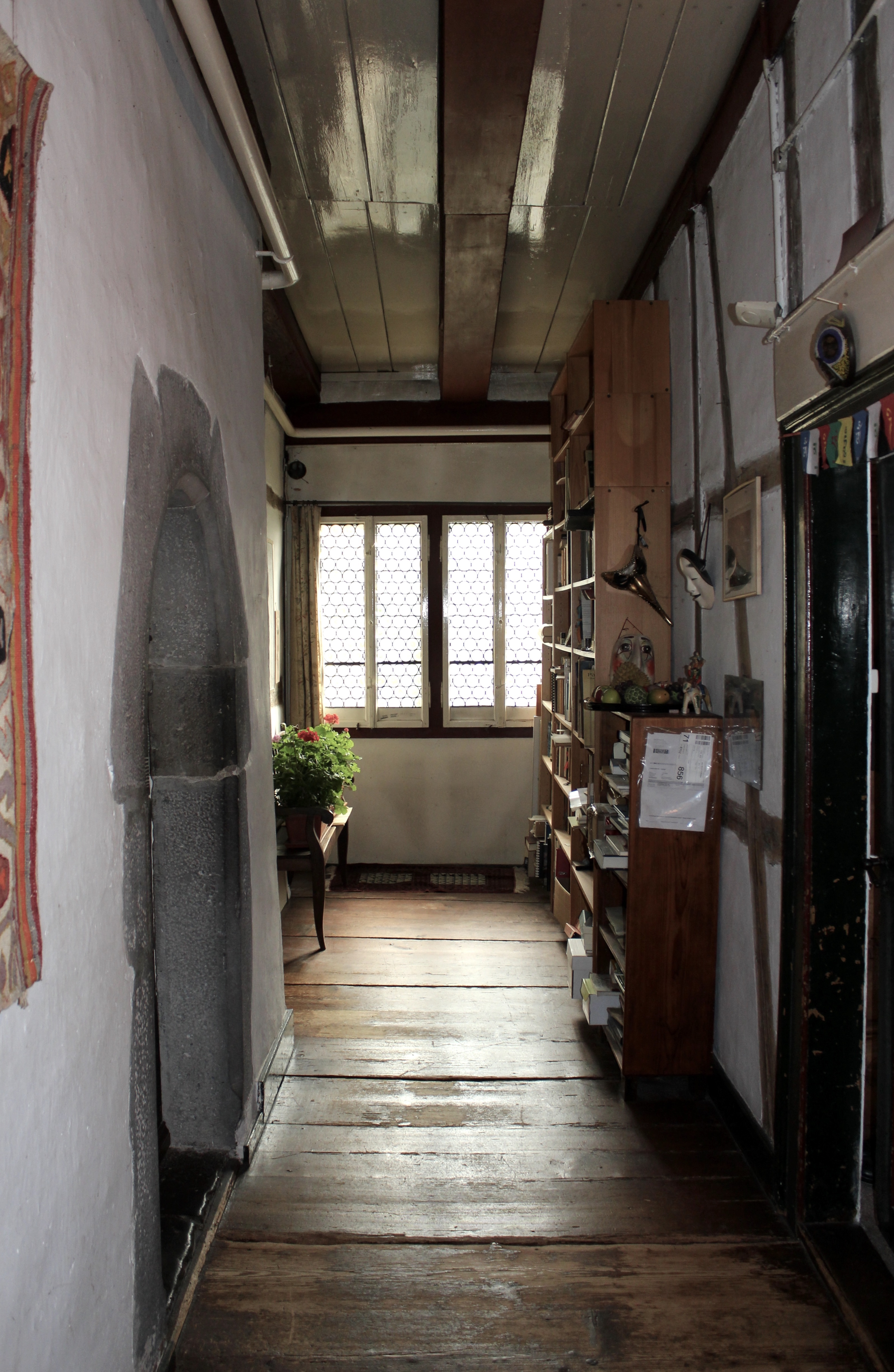
Korridor im Obergeschoss. Links die Tür zum Turmzimmer.
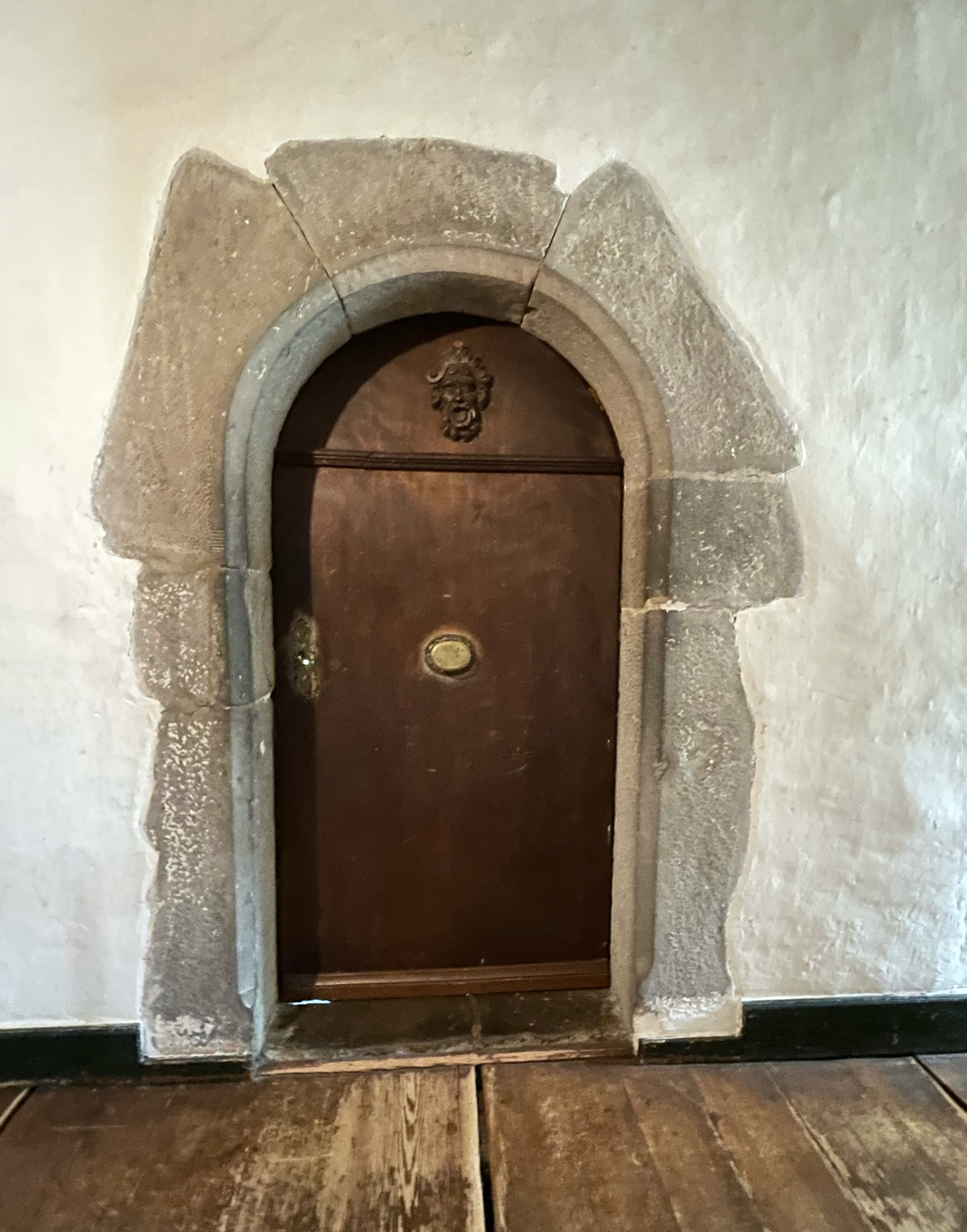
Bogentür, Eingang zum Turmzimmer
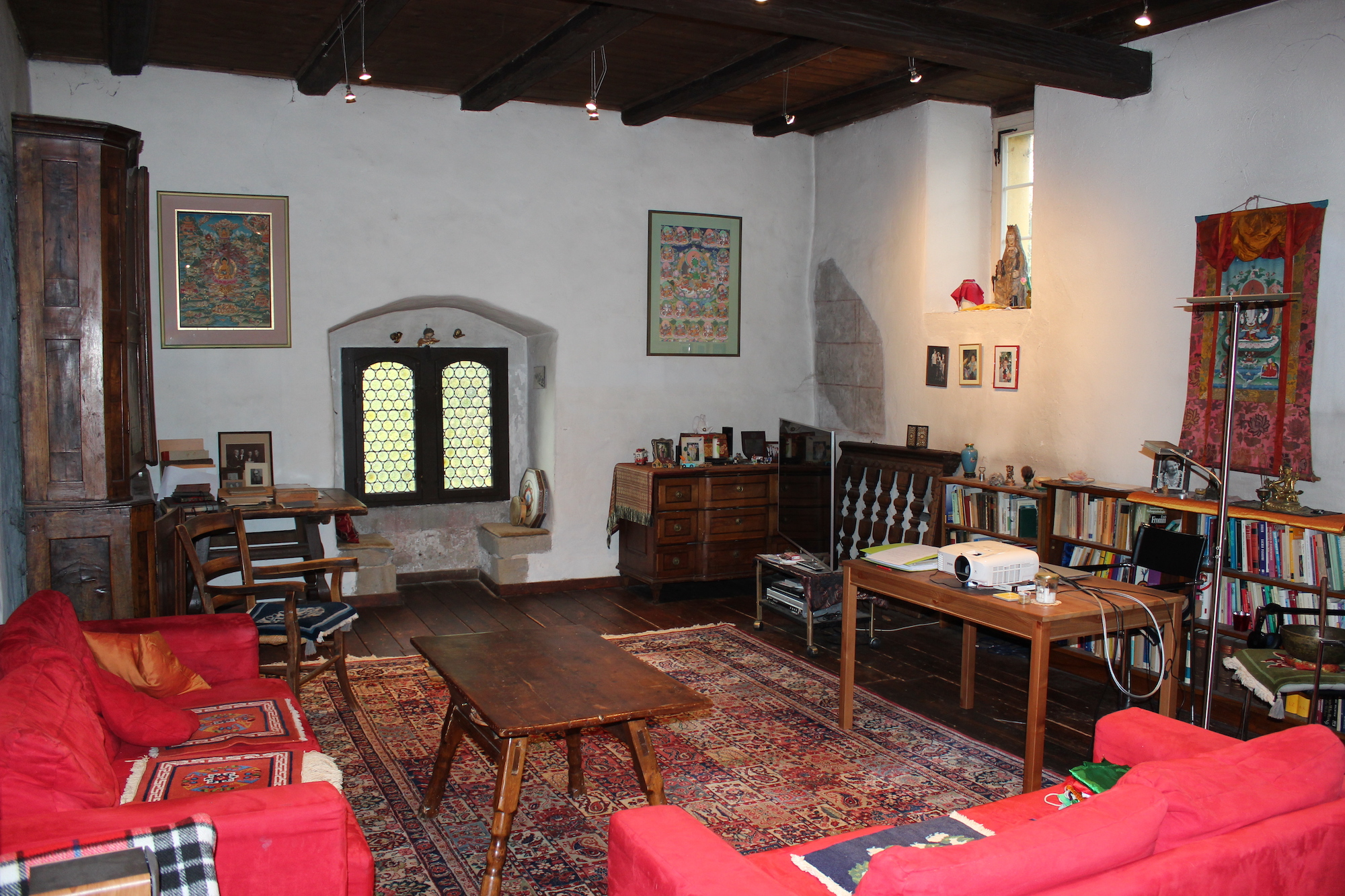
Der grosse Saal mit dem Doppelbogenfenster
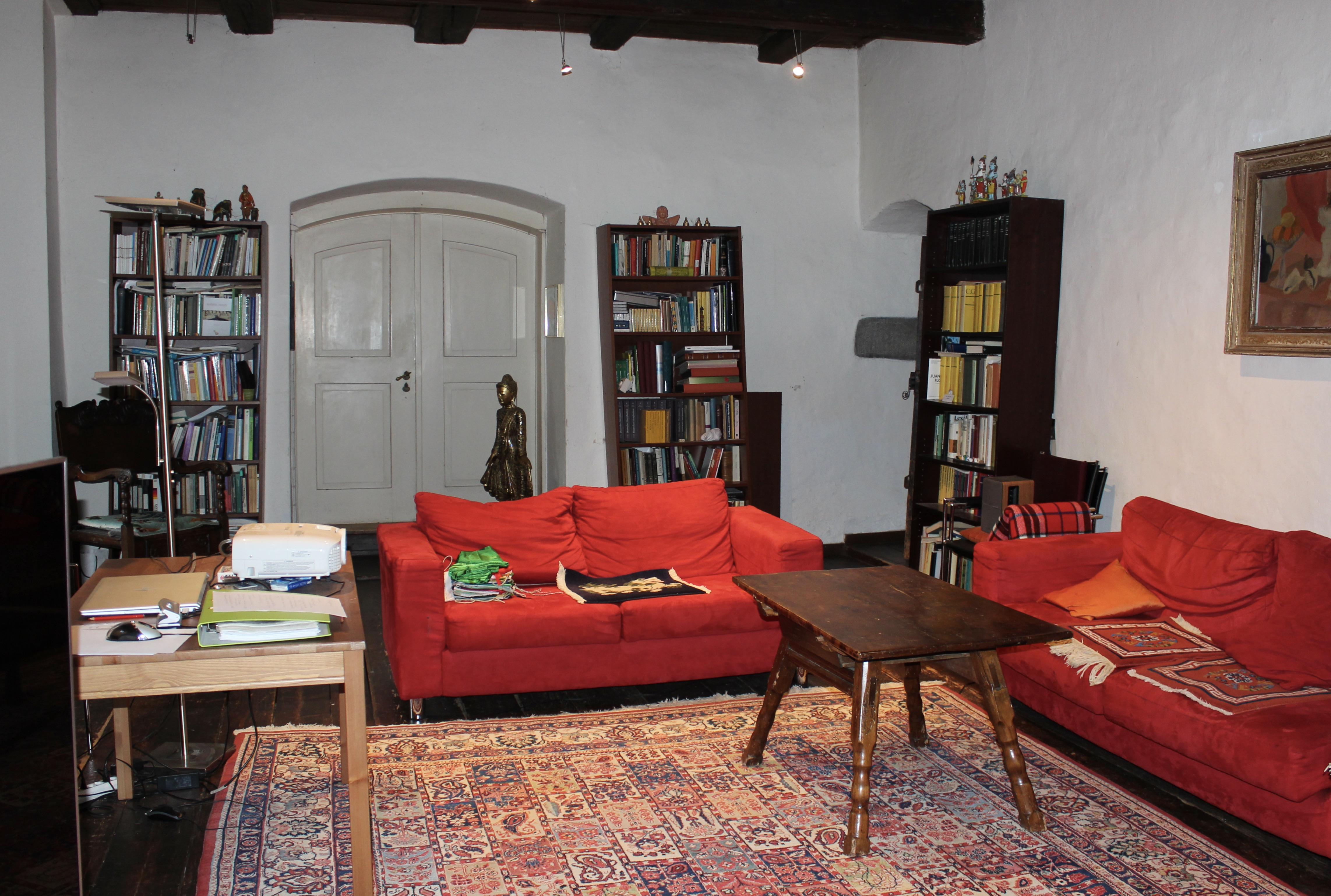
Nach Süden

### Weitere Entwicklung

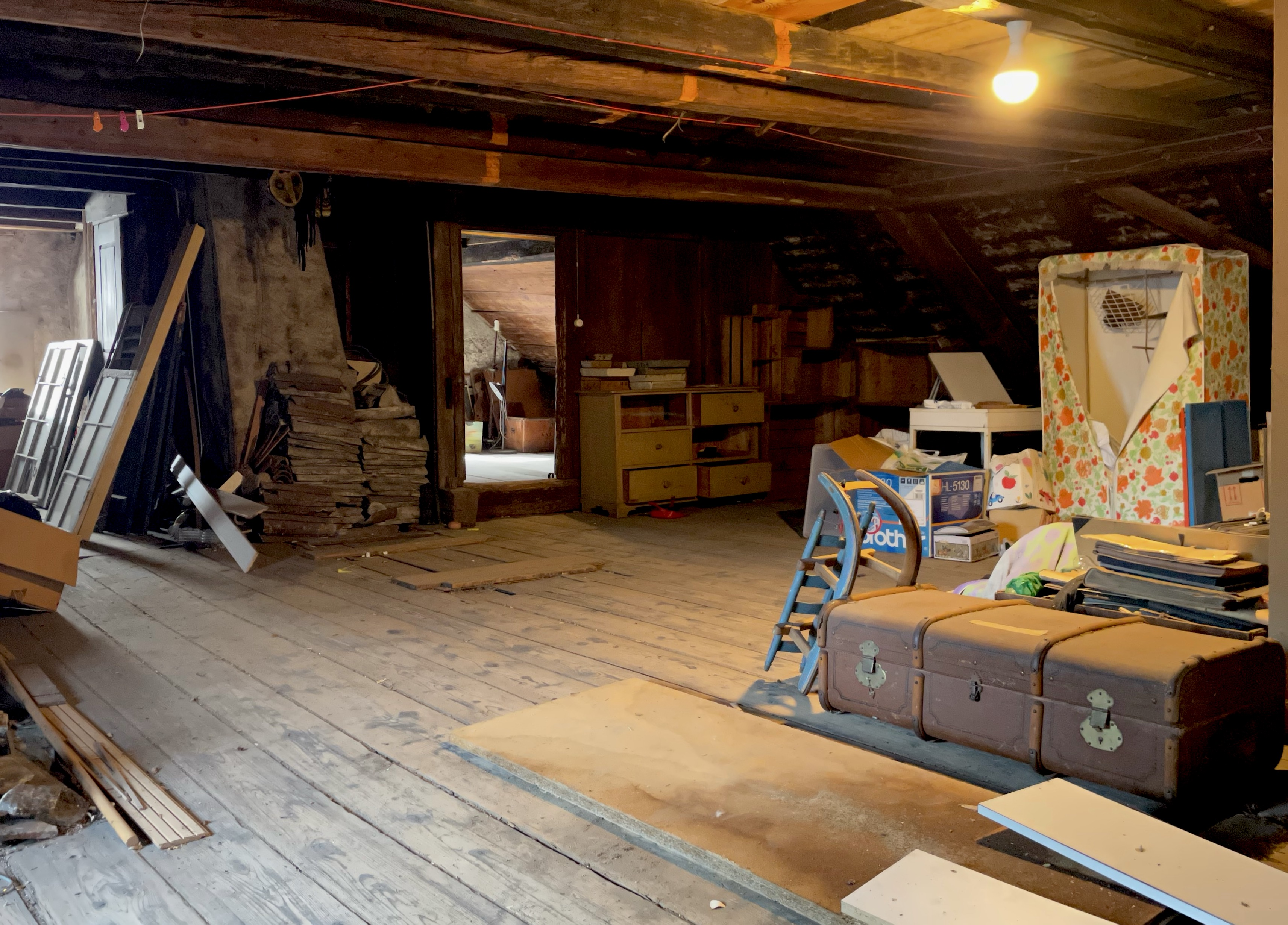
Im Dachstock

Die bedeutendste Veränderung erfuhr die Liegenschaft zur Hinter Zünen um die Mitte des 16. Jahrhunderts, als der mittelalterliche Turm im Westen durch den Anbau einer Scheune auf die heutige Länge des Gebäudes erweitert wurde. Einen Hinweis darauf gibt das dendrochronologische Gutachten, das im Zusammenhang mit der Renovation der seeseitigen Nachbarliegenschaft, dem Bauernhaus an der Rütistrasse 43, durch die kantonale Denkmalpflege für beide Häuser veranlasst wurde. Es wurde im Frühling 2001 durch das «Laboratoire Romand de Dendrochronologie» vorgenommen. Der älteste Baum für die Balken im stehenden Dachstuhl wurde im Winter 1547/1548 gefällt, das Gebäude dürfte also wenig später nach Westen auf seine heutige Ausdehnung erweitert worden sein.
Vermutlich führte in den Anfangszeiten eine hölzerne Aussentreppe zu einer Galerie vor dem Turmzimmer, das durch die Rundbogentür betreten werden konnte. Es ist denkbar, dass der Turm im Obergeschoss damals noch nicht mit dem westlichen Hausteil verbunden war; der einzige Zugang führte von der kleinen Plattform vor der Rundbogentür des Turmes über das sogenannte Brügli, das 1657 in einer Vereinbarung erwähnt wird, zum Zimmer im westlichen Hausteil. Da ab 1657 für rund 80 Jahre zwei oder drei Parteien das Haus bewohnten, wurde der östliche Hausteil mit baulichen Massnahmen vom westlichen Teil abgetrennt. Deshalb ist die «Infrastruktur» doppelt vorhanden: Es gibt zwei Haustüren, zwei Küchen, zwei Bäder und zwei Treppenhäuser.

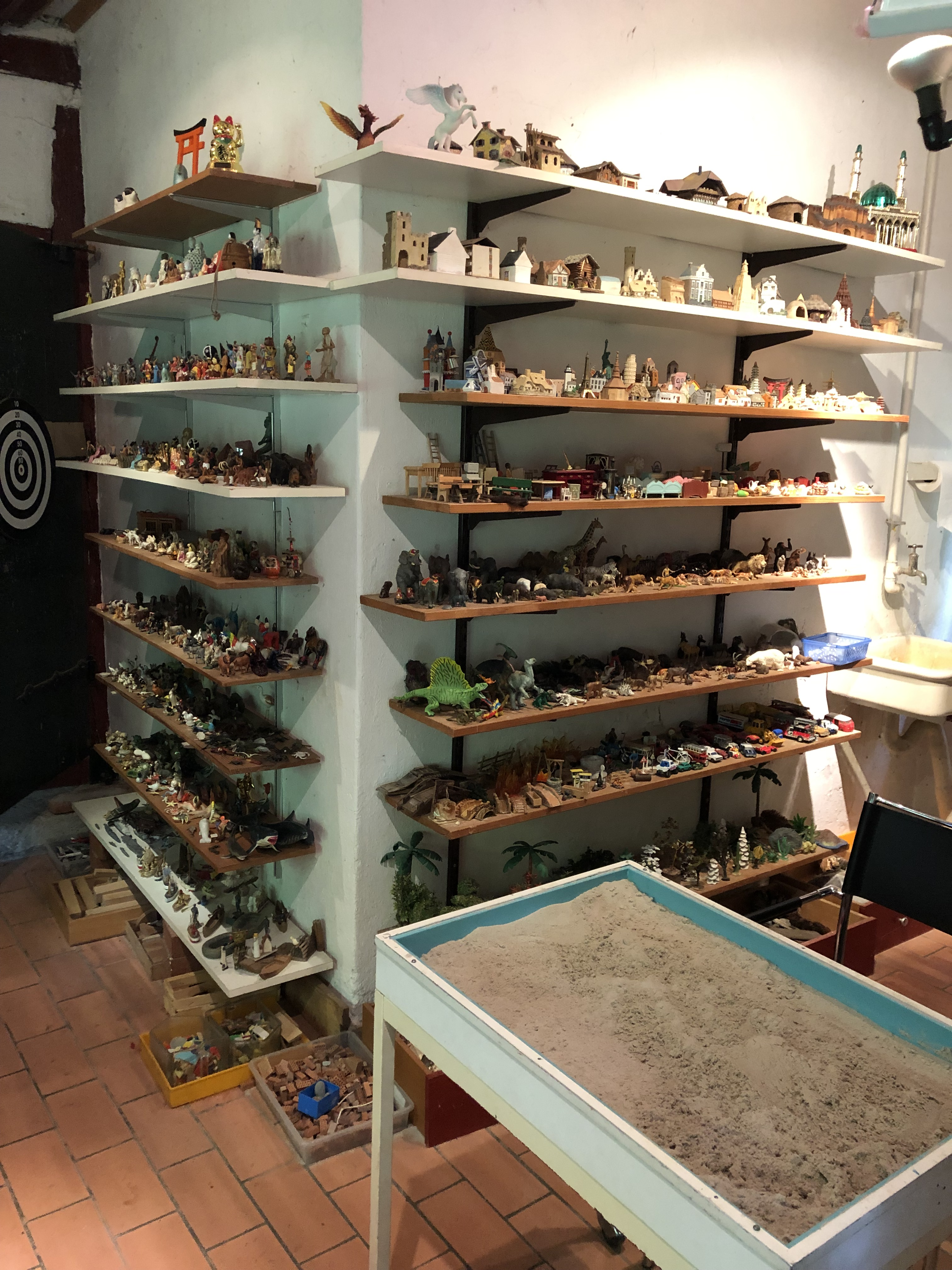
Figuren für das Sandspiel

1690 erscheint neben einer Trotte als Bestandteil der Liegenschaft auch ein Schweinestall, den offenbar die Erben von Felix Kienast nach dem Kauf des unteren Hausteils hatten bauen lassen. Vermutlich stand die Trotte oberhalb des Hauses, was der Darstellung auf dem Zehntenplan von 1720 entsprechen würde.
Um 1710 wurde die Scheune als Fachwerkbau durch das heutige Wohnhaus ersetzt. Dazu passt die Inschrift «H 1709 K» am Sturz des Kellerfensters auf der Nordseite, die vermutlich den Beginn dieses markanten Umbaus bezeichnen. Die Initialen beziehen sich auf Heinrich Kienast, der das Haus damals übernommen hatte. 1788 erweiterte der damalige Besitzer Felix Kienast das Wohnhaus um den Quergiebelanbau im Nordwesten, ebenfalls als Fachwerkhaus. Er enthielt ein Waschhaus mit Schütte und zwei Kammern. Heute ist dort im Erdgeschoss ein Therapiezimmer für das Sandspiel eingerichtet.
Um 1865 wurden nicht weiter spezifizierte Bauten erstellt, die zu einer Wertsteigerung von rund 45 % führten; der Versicherungswert betrug nun 10’000 Franken. 1876 liess Rudolf Kienast, der letzte dieses Geschlechts aus den Hinteren Zünen, das Trottengebäude abtragen, entweder hatte er seine Reben verkauft oder er liess seine Trauben anderswo pressen. In einem um 1895 erbauten Schopf richtete Jakob Haab ein Maleratelier ein. Nach weiteren Umbauten wurde das Haus 1906 als «Doppelwohnhaus» bezeichnet. Nach wie vor erwähnt war der Waschhausanbau mit Zimmern.
1963 stellte die Gemeinde Zollikon das Haus unter Schutz und liess umfassende Restaurationsarbeiten durchführen; verantwortlicher Architekt war der Zolliker Werner Blumer. Das Gebäude umfasst heute elf Zimmer, zwei Küchen und zwei Bäder. Zwei Treppenhäuser führen ins Obergeschoss, eine Treppe in den Estrich und eine weitere hinauf zum Dachboden. Da das Haus in mehreren Etappen errichtet und mehrere Male umgebaut wurde, entwickelte sich eine verwinkelte Struktur mit unterschiedlichen Ebenen; die Orientierung fällt einem zu Beginn schwer. Die Räume sind für die Bauzeit auffallend hoch. Vier Türen führen ins Freie: eine nach Süden, eine nach Westen und zwei auf die Nordseite.

## Stube

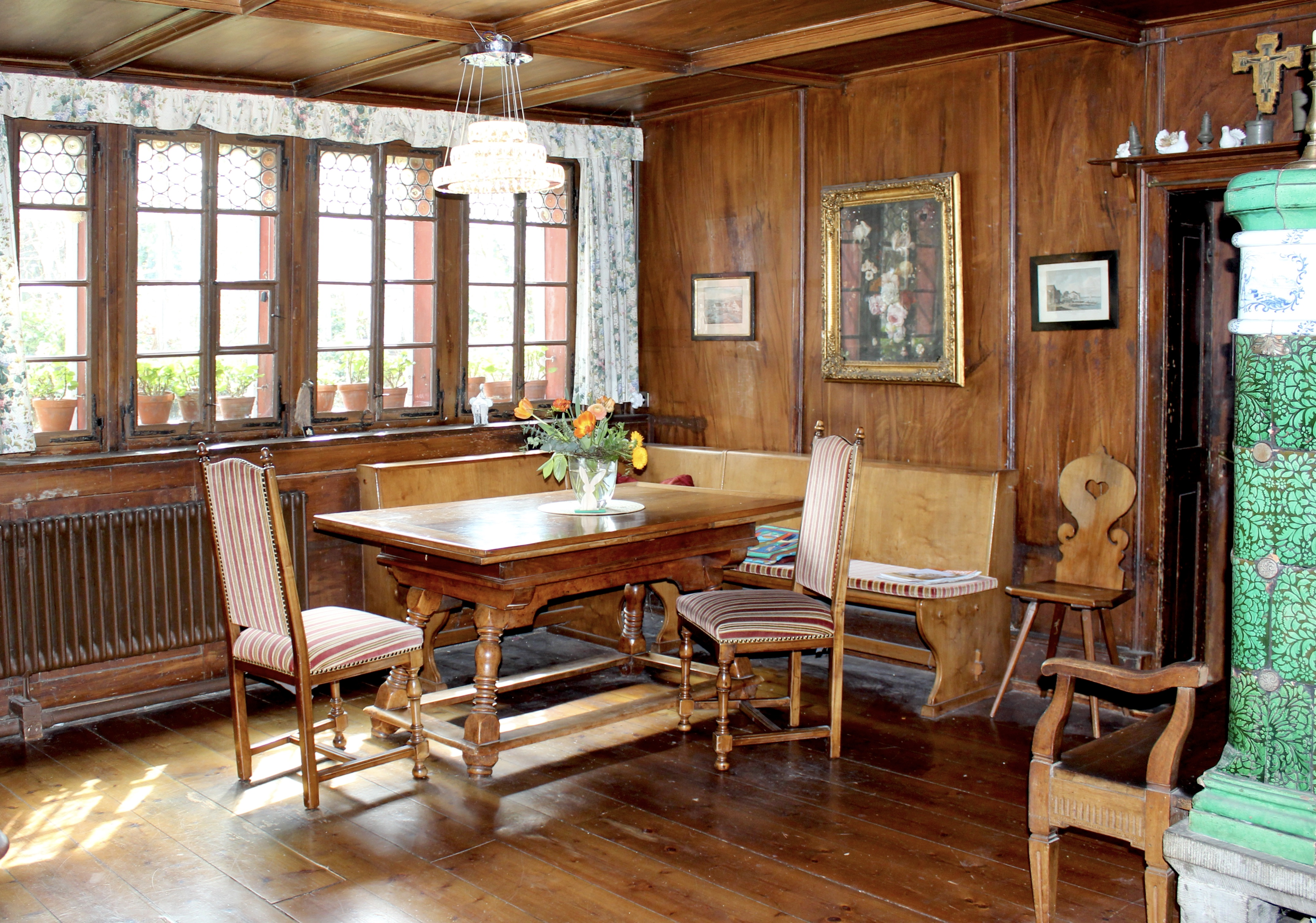
Stube
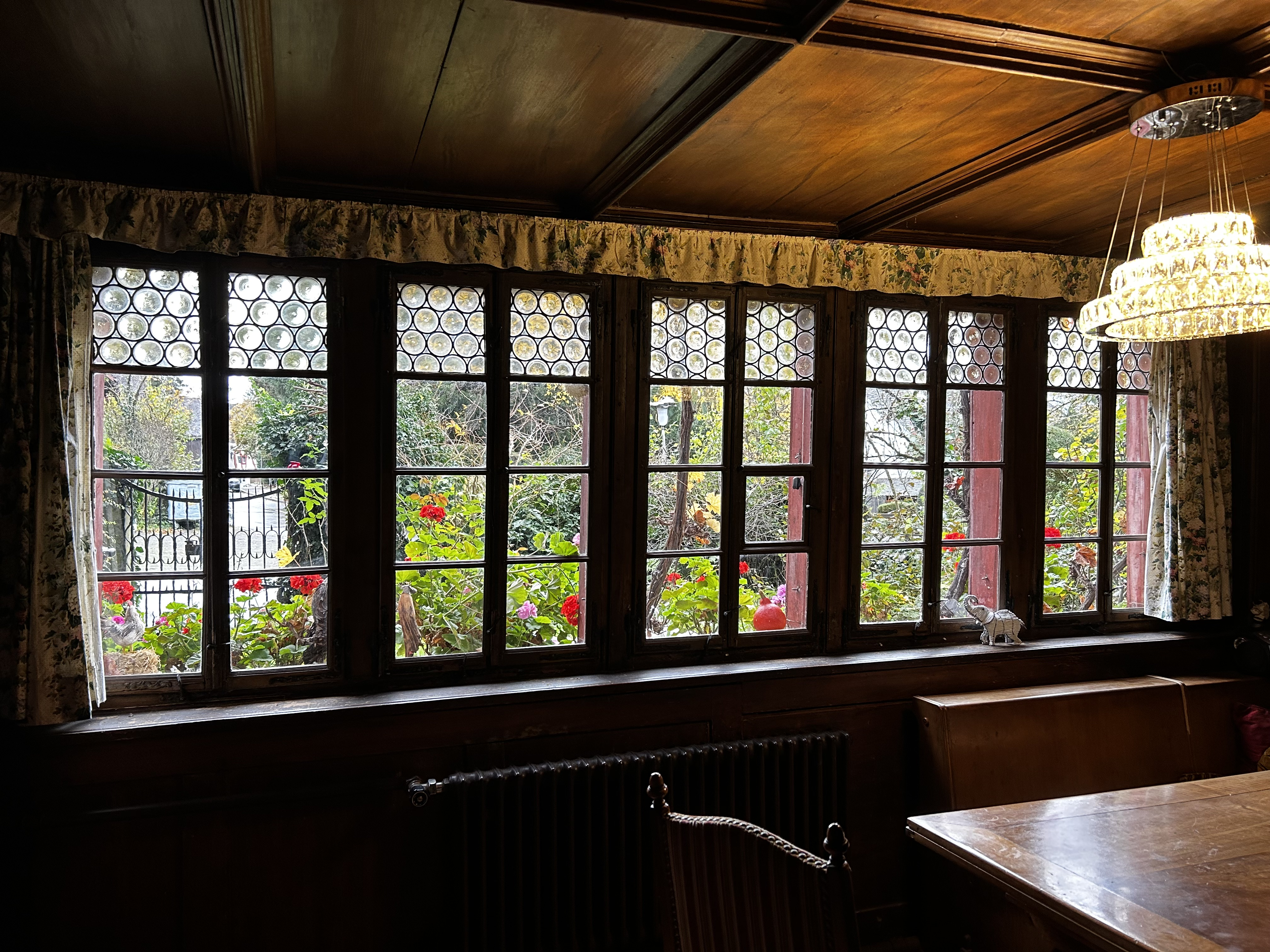
Blick in den Garten
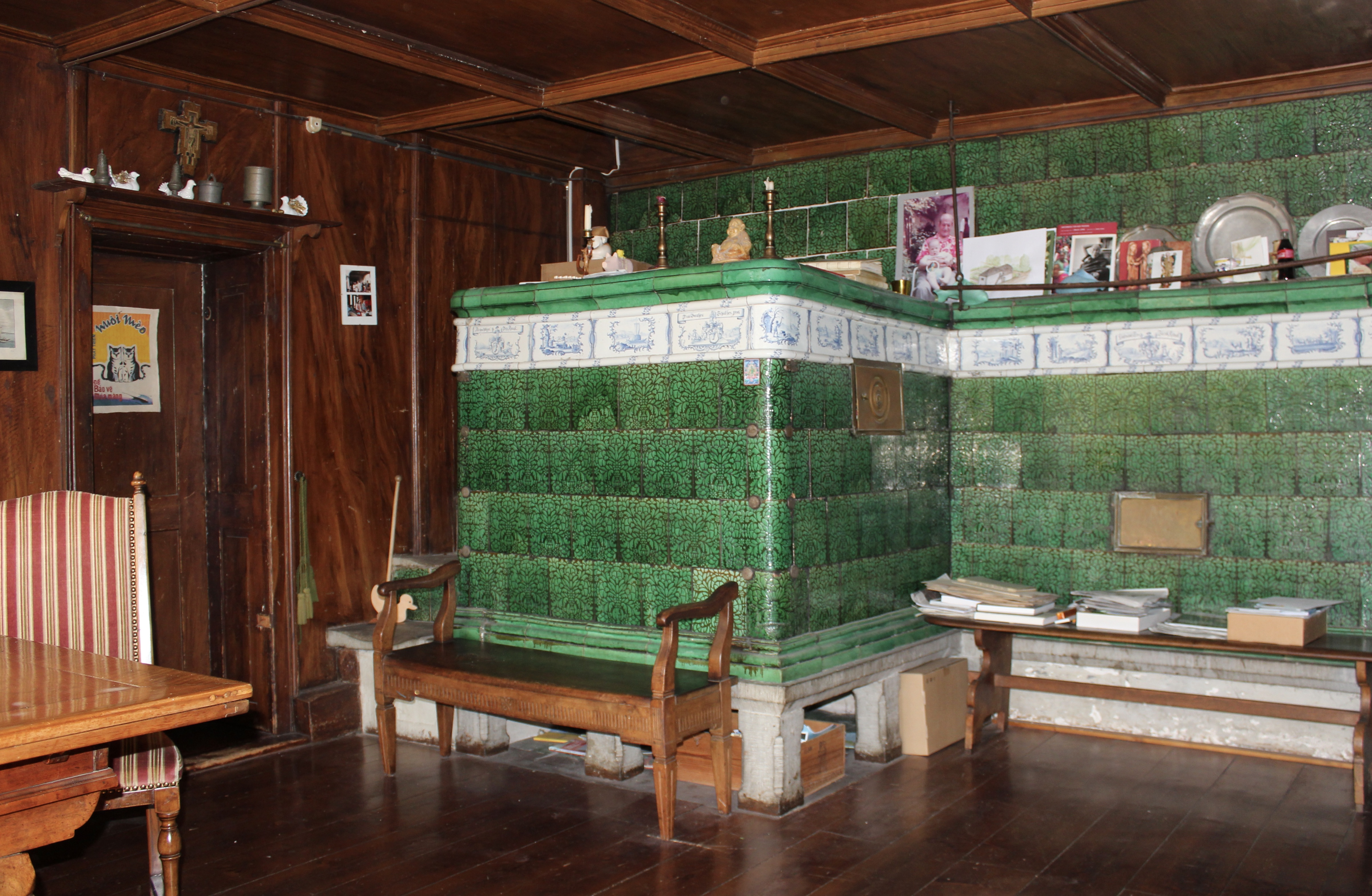
Kachelofen des Ofenbauers Heinrich Bleuler von 1775
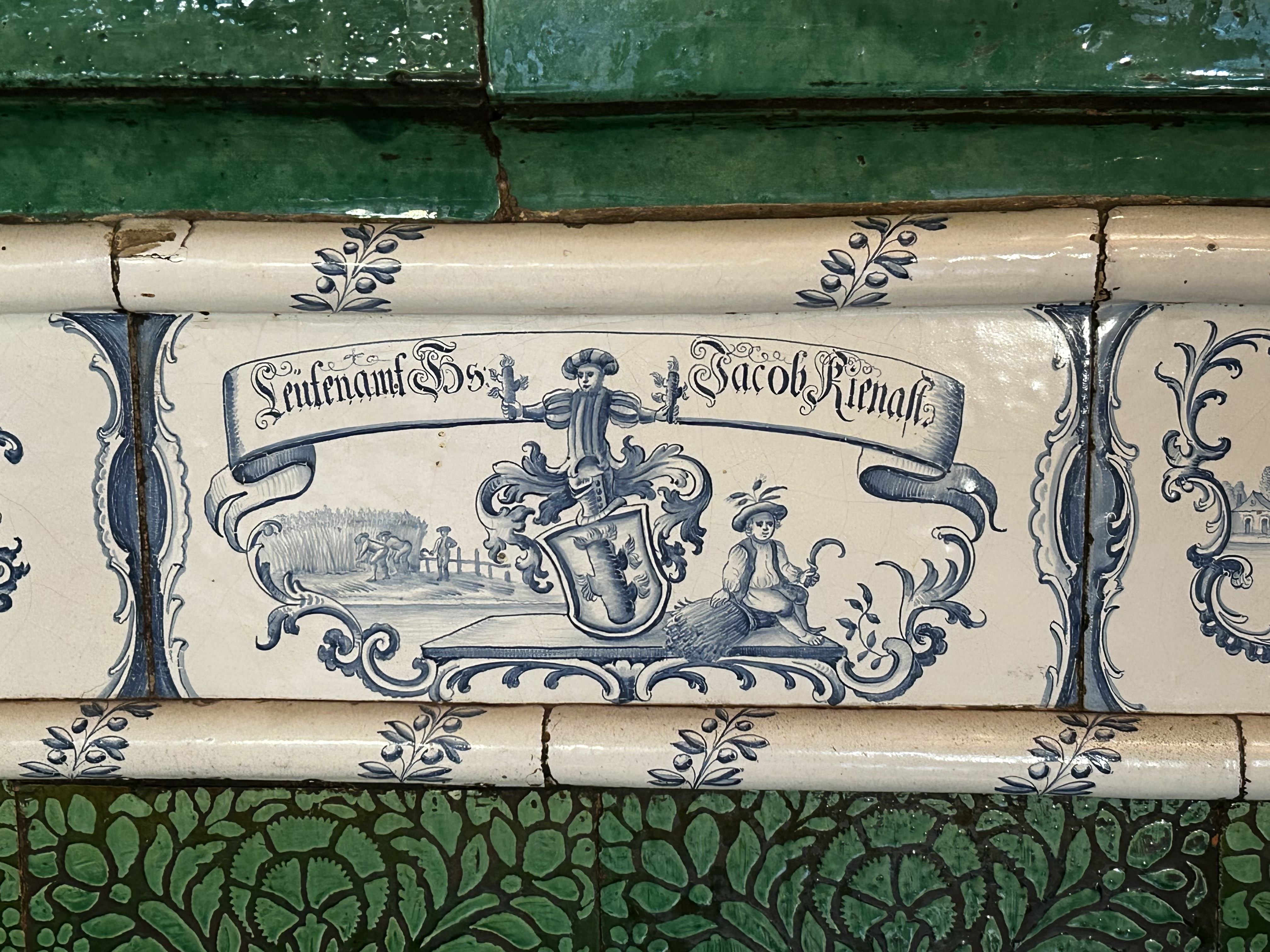
Kachel
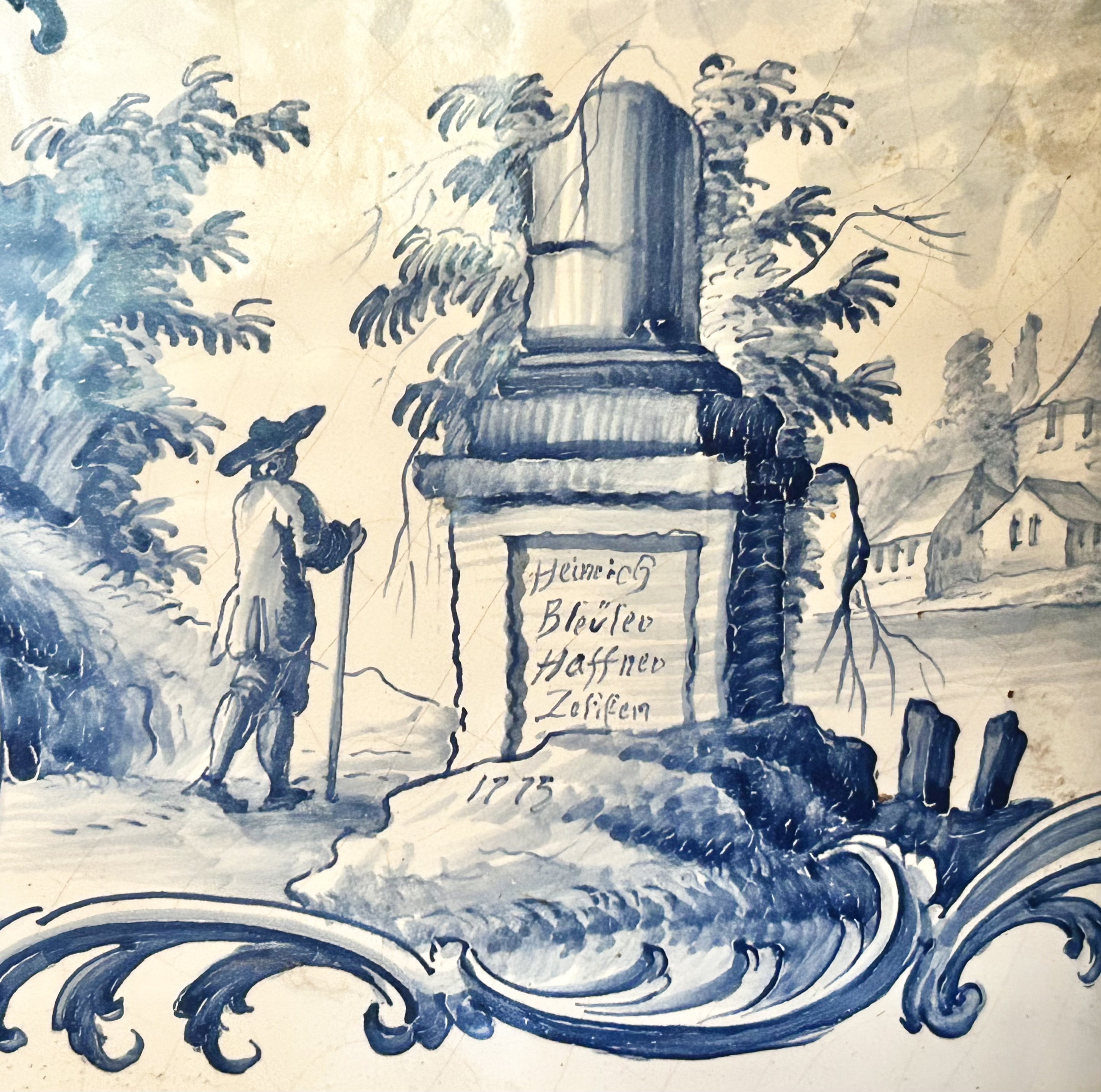
«Signatur» des Hafners
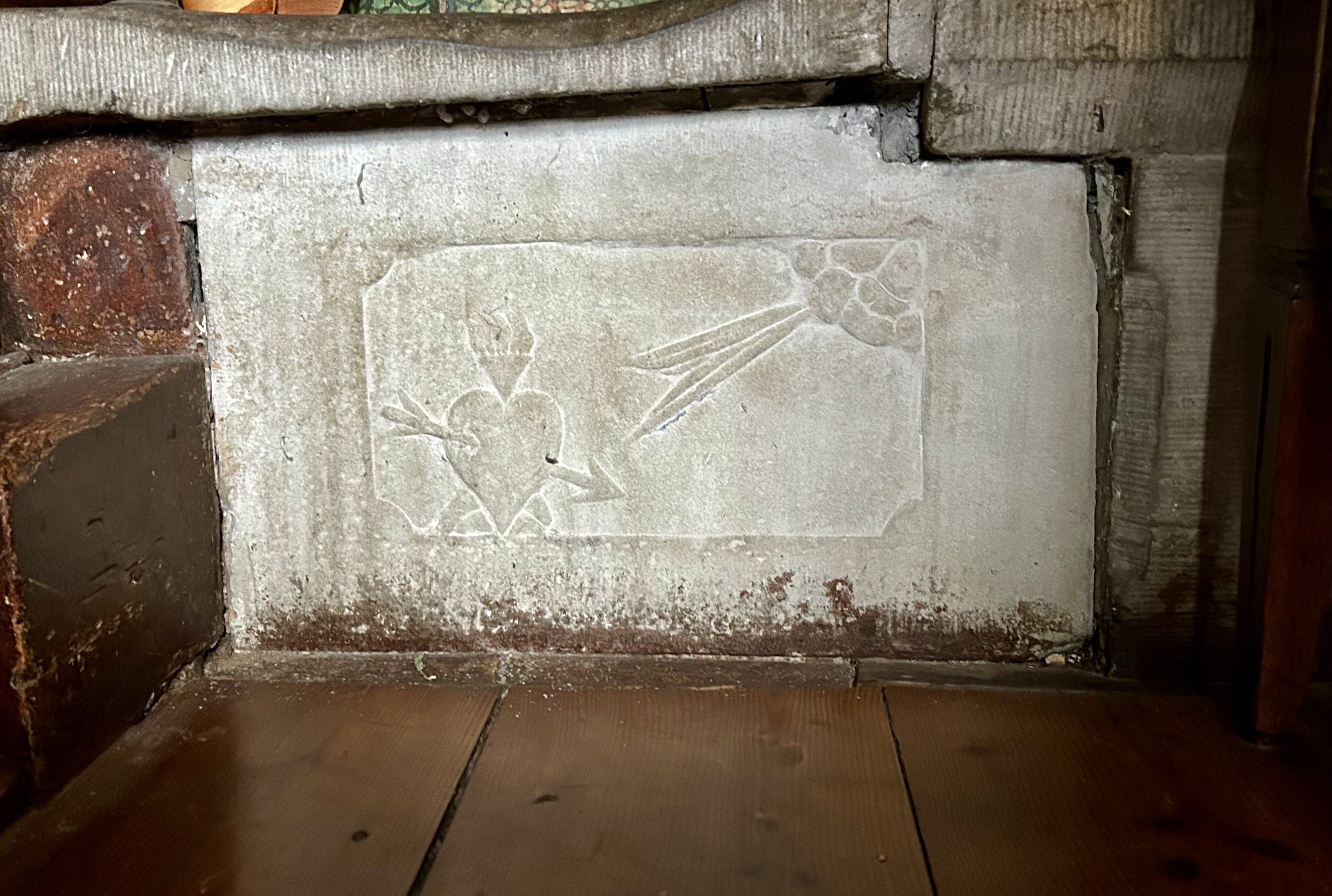
Sandsteinrelief

Der wichtigste Raum im Erdgeschoss ist die sehr gut erhaltene Stube mit einer Fläche von gut 24 Quadratmetern. Der Boden besteht aus Tannenbrettern, die Kassettendecke aus zwanzig Feldern. Die Wände sind dunkel getäfert. Dass bei Wänden und Decke die Maserung aufgemalt ist, ist nur bei genauem Hinsehen zu erkennen.
Die grün-schwarzen Kacheln des grossen Stubenofens sind mit dem sogenannten Nägelimuster versehen, bei dem die Motive, hier Blumen, mittels Schablonen aufgetragen wurden. Der Ofen wird von der angrenzenden Küche aus befeuert. Er stammt aus der Werkstatt der Zolliker Ofenbauer Bleuler, wird auf die Zeit um 1775 datiert und geht auf Hans Jakob Kienast (1720–1787) zurück, Vater des Schützenmeisters und Kirchenpflegers Felix Kienast (1760–1834).
Die einundzwanzig weissen Kacheln im Kranzfries des Ofens zeigen in Blaumalerei Vignetten mit Landschaften, Tieren und Handwerkern bei ihrer Arbeit. Vier Kacheln sind mit Inschriften versehen: eine mit Kirchenpfleger Felix Kienast, eine mit Leutenant Hs. Jacob Kienast und eine weitere mit Kathel Dorathea Schulthes 1806. Dorathea Schulthess (1770–1828) war die Gattin des Gemeinderates und Kirchenpflegers Felix Kienast. Die erste Eckkachel bei der Eingangstür trägt klein die Inschrift Heinrich Bleüler Haffner Zoliken 1775.
Durch eine Öffnung oberhalb der Ofentreppe wurde ein Zimmer im Obergeschoss beheizt. Ein Sandsteinrelief im Sockel der Ofentreppe zeigt einen Windstoss, der aus einer Wolke auf ein von einem Pfeil durchbohrtes Herz zu schiesst. Wer es warum anbringen liess, ist nicht bekannt.

## Besitzer

### Schäniker

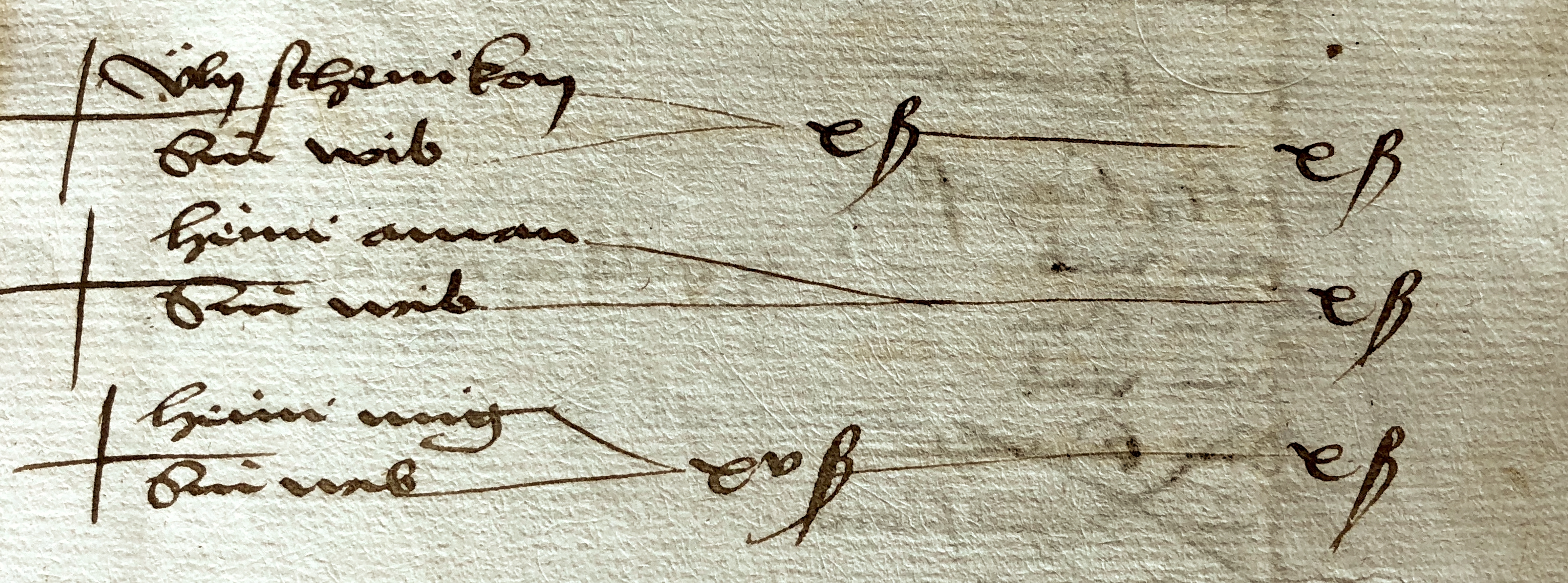
«Uly Schænikon und sin wib». Eintrag in einer Steuerliste, um 1460

Erster Besitzer soll 1483 gemäss der Liste im Schwendenhaurodel, dem ersten Verzeichnis aller Zolliker Liegenschaften, ein Ueli Schänikon gewesen sein, der vom Hof Schänikon bei Meilen stammen dürfte. Uly Schænikon und sin wib werden auch in den Steuerlisten der 1460er-Jahre mehrere Male erwähnt, allerdings ohne Angabe des Wohnorts.
Heini Schäniker, vermutlich Uelis Sohn, ist als fryer knecht auf einem Verzeichnis der Söldner aufgeführt, die 1512 und 1515 bei Pavia und 1515 bei Marignano kämpften. 1525 wurde er im Haus Hinter Zünen 6 als Erwachsener getauft; Zollikon war ein Zentrum der Bewegung der Wiedertäufer. 1547 ist das Haus im Schwendenhaurodel als Heini Schänikos Erben gehörend aufgeführt.

### Thomann

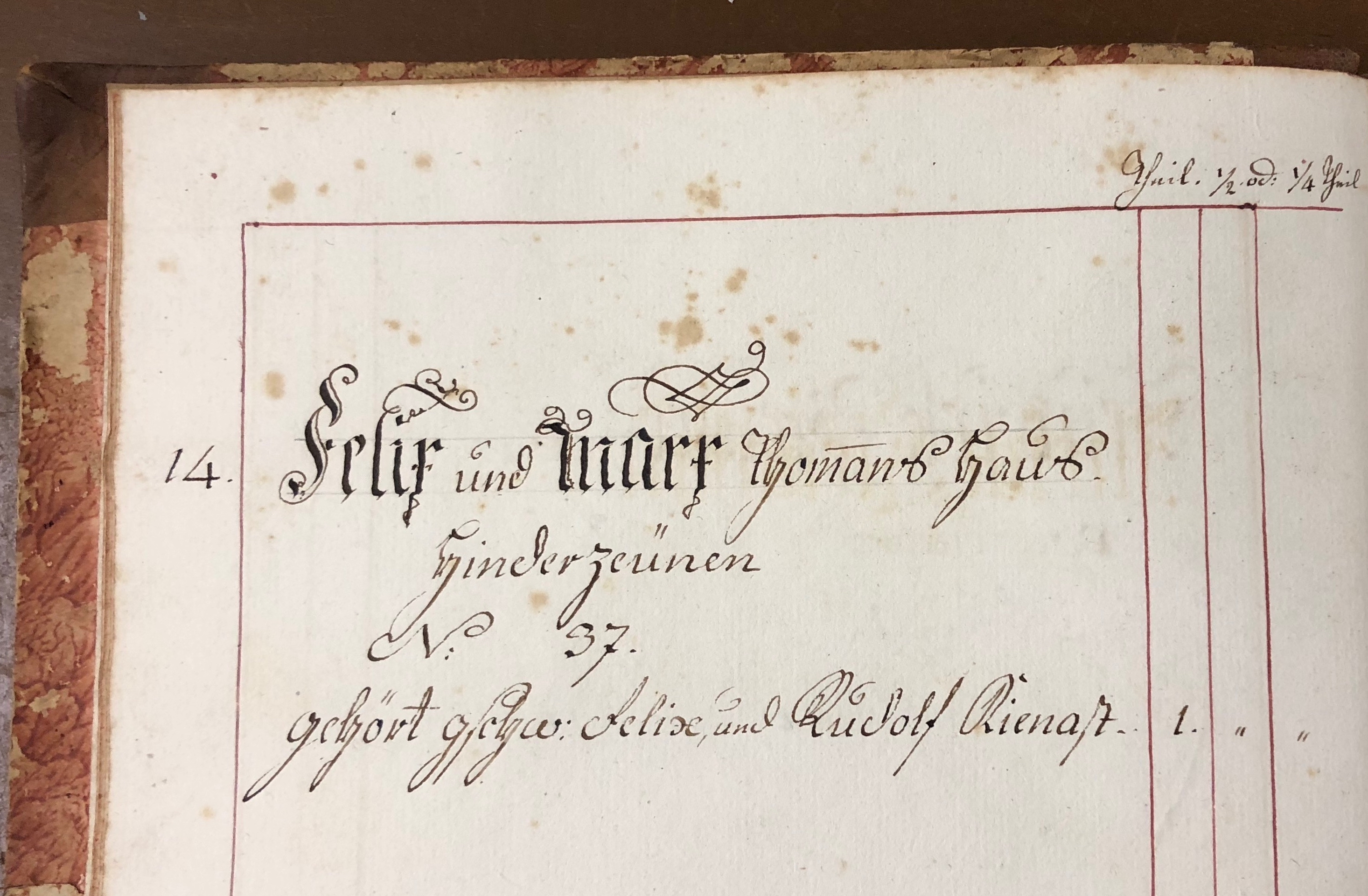
Auszug aus der ältesten noch vorhandenen Version des Schwendenhaurodels der Holzkorporation Zollikon von 1816. Da es noch keine Hausnummern gab, wurden Häuser oft nach einem Eigentümer bezeichnet – hier Vater Felix Thomann und Sohn Marx. Die zweite Nennung bezeichnet, wer es zur Zeit der Niederschrift des Dokuments bewohnte: «gehört Geschw. Felix und Rudolf Kienast». Da das Dokument aus dem Jahr 1816 stammt, muss es sich bei Felix und Rudolf um den Schützenmeister Felix Kienast (* 1760) und seinen Bruder Rudolf (* 1757) handeln. 37 ist die Versicherungsnummer.

Der erste im Bevölkerungsverzeichnis von 1634 nachgewiesene Bewohner war Felix Thomann, ein Angehöriger einer alten Zolliker Familie. Felix Thomann wird schon 1610 in einem Rodel erwähnt: Hört ietz Velix Domen u. synen brüder hynderzünen 6. Nach Thomanns Tod 1657 teilten seine drei Söhne Heinrich, Jakob und Marx im Juni 1658 die Liegenschaft unter sich auf.

### Kienast
1666 verkaufte Heinrich Thomann seinen Anteil an Felix Kienast, den Sohn von Rudolf Kienast, dem bereits zwei Häuser in der Nachbarschaft gehörten. Die Anteile von Jakob und Marx Thomann blieben vorerst in deren Familie. Mit diesem Verkauf beginnt die Ära der Kienast, in deren Besitz das Haus rund 200 Jahre bleiben sollte. Die Kienast sind die älteste urkundlich fassbare Familie Zollikons.

### Verschiedene Besitzer

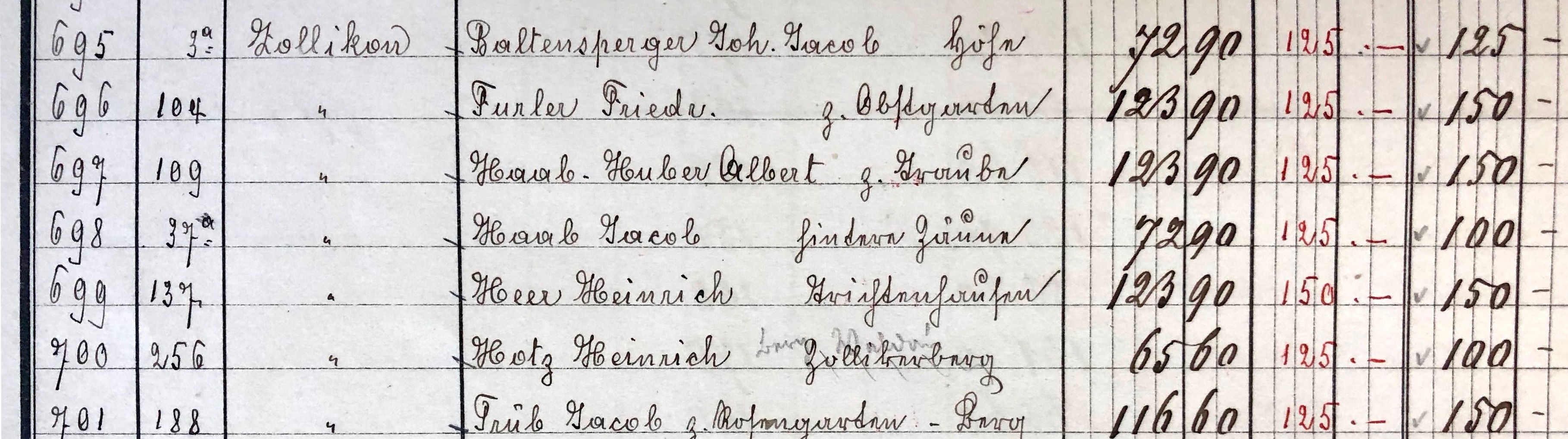
Die Zolliker Wirtschaften 1889 im «Verzeichnis der Wirthschaften im Bezirk Zürich». Haab hatte 65.60 Franken zu entrichten, 125 Franken betrug die Speisepatentgebühr und 100 Franken die «Wirthschaftsabgabe gemäss Taxation der Direction der Finanzen»

Im Juni 1879 musste der junge Kienast aus finanziellen Gründen seine Liegenschaft an den Metzger Eduard Enderlin verkaufen. Danach wechselte das Haus innerhalb von acht Jahren vier Mal den Besitzer. 1884 verkaufte Enderlin das Haus für 33'000 Franken an Jakob Haab, einen Landwirt aus Hirzel. Dieser scheint im Haus bald einmal eine Gastwirtschaft eingerichtet zu haben, denn im Juni 1887 verkaufte Haab das Haus an Heinrich Moos und Simon Weil mit der Bedingung, dass er bis Martini (11. November) seine bisherige Wohnung und die Wirtschaft weiterhin unentgeltlich benutzen bzw. betreiben durfte. Im Mai 1888 kaufte Haab das Haus für 15’300 Franken zurück. In den kantonalen Wirtschaftsverzeichnissen ist die Schenke bis 1903 registriert.

### Jakob Friedrich Welti (1871–1952)
1903 kaufte der Winterthurer Kunstmaler Jakob Friedrich Welti (1871–1952) das Haus für 25’500 Franken. Welti bewohnte das Haus zusammen mit seiner Frau Susanna und seiner Adoptivtochter Olga Aline, genannt Bertha.

### Dora Kalff-Gattiker (1904–1990)
Im Oktober 1950 verkaufte Welti die Liegenschaft an die Psychologin Dora Kalff-Gattiker. Sie machte es zu einem Zentrum der Sandspieltherapie und des Buddhismus in der Schweiz, durch sie wurde es zu einem Treffpunkt namhafter Künstler und Wissenschaftler. In Dora Kalffs Gästebücher haben sich neben vielen anderen eingetragen: Der Psychiater Carl Gustav Jung mit seiner Frau Emma und ihren Kindern, die Musiker Edmond de Stoutz, Yehudi und Hephzibah Menuhin, Nicolas mit seiner Schwester Ana Chumachenco, zahlreiche Jazzmusiker, der Physiker und Nobelpreisträger Wolfgang Pauli, der Schriftsteller Max Frisch, die russisch-englische Sufilehrerin Irina Tweedie, Persönlichkeiten aus Industrie, Finanz und Wirtschaft sowie zahlreiche buddhistische Lehrer wie etwa der Japaner Daisetz Teitaro Suzuki. 1979 war der Dalai Lama mit grossem Gefolge zu Gast und 1955 verbrachte der Komponist Paul Hindemith mit seiner Frau Gertrud ein paar Monate in den Hinter Zünen.
Nach Dora Kalffs Tod kam das Haus 1990 in den Besitz ihrer Söhne Martin und Peter Kalff. Sie verkauften es 2015 zusammen mit dem Nachbarhaus Hinter Zünen 6 an die Immobilienfirma von Urs Ledermann, der in unmittelbarer Nähe des Hauses aufgewachsen war. 2021 veräusserte Ledermann das Haus an einen Unternehmer. Martin und Sabine Kalff wurde bis 2025 das Wohnrecht eingeräumt.

#### Besitzerfolge
| Jahr | Besitzer |
| 1483 | Heinrich Schäniker                                                                                                |
| 1547 | Heini Schänikos Erben                                                                                             |
| 1634 | Felix Thomann, genannt Aeberli                                                                                    |
| 1658 | Söhne des Felix Thomann:                                                                                          |
| 1663 | unterer Gebäudeteil (seeseits) – oberer Gebäudeteil (bergseits): Heinrich Thomann, Küfer – Jakob und Marx Thomann |
| 1666 | unterer Gebäudeteil: Kauf Felix Kienast                                                                           |
| 1690 | unterer Gebäudeteil: Felix Kienasts Erben                                                                         |
| 1703 | oberer Gebäudeteil: Hans Jakob Thomann, Marx’ Sohn                                                                |
| 1710 | unterer Gebäudeteil: Felix’ Enkel Felix und Hans Heinrich Kienast                                                 |
| 1718 | unterer Gebäudeteil: Heinrich Kienast, Ehegaumer                                                                  |
| 1738 | oberer Gebäudeteil: Caspar Thomann, Hans Jakobs Sohn                                                              |
| 1741 | Kauf durch Heinrich Kienast                                                                                       |
| 1764 | Leutnant Hans Jakob Kienast, Heinrichs Sohn                                                                       |
| 1787 | Schützenmeister Hans Jakob Kienast, Hans Jakobs Sohn, mit seinen Brüdern Heinrich und Rudolf                      |
| 1834 | Felix und Hans Rudolf Kienast, Felix’ Söhne                                                                       |
| 1852 | Hans Rudolf Kienast alleine                                                                                       |
| 1853 | Hans Rudolf Kienasts Erben                                                                                        |
| 1879 | Kauf Jakob Enderlin, Metzger                                                                                      |
| 1880 | Kauf Jakob Baumberger                                                                                             |
| 1884 | Rückkauf Jakob Enderlin                                                                                           |
| 1884 | Kauf Jakob Haab, Landwirt aus Hirzel                                                                              |
| 1887 | Kauf Heinrich Moos, Gailingen SH, und Simon Weil, Zürich Unterstrass                                              |
| 1888 | Rückkauf Jakob Haab, Schenke                                                                                      |
| 1903 | Jakob Friedrich Welti                                                                                             |
| 1950 | Dora Kalff Gattiker                                                                                               |
| 1990 | Peter Kalff, Martin und Sabine Kalff-Hayoz                                                                        |
| 2015 | Urs Ledermann |
| 2021 | Liel AG |

### Unterschutzstellung
Dora Kalff wollte ihre Liegenschaft möglichst unverfälscht an folgende Generationen weitergeben. Der fachgerechte Unterhalt des Hauses überstieg jedoch ihre finanziellen Möglichkeiten. Der Gemeinde Zollikon wiederum lag mehr an der Erhaltung des Hauses als am Erwerb der Liegenschaft. Zwischen Gemeinde und Besitzerin wurde deshalb 1962 eine Vereinbarung getroffen, in der die Gemeinde Dora Kalff zu einem günstigen Zinssatz ein auf fünf Jahre festes Darlehen in der Höhe von Fr. 90’000.– sowie einen Beitrag für die Renovation der Aussenfassade zusprach. Als Gegenleistung erhielt die Gemeinde am Grundstück ein auf die Dauer des Darlehens beschränktes Vorkaufsrecht. «Zudem erklärt sich Frau Kalff damit einverstanden, dass das Haus ‹Zur hinderen Züne› in seiner äusseren Gestalt im Sinne der kantonalen Verordnung betreffend den Natur- und Heimatschutz vom 9. Mai 1912 als Baudenkmal unter Heimatschutz gestellt wird.»

## Hinter Zünen 6

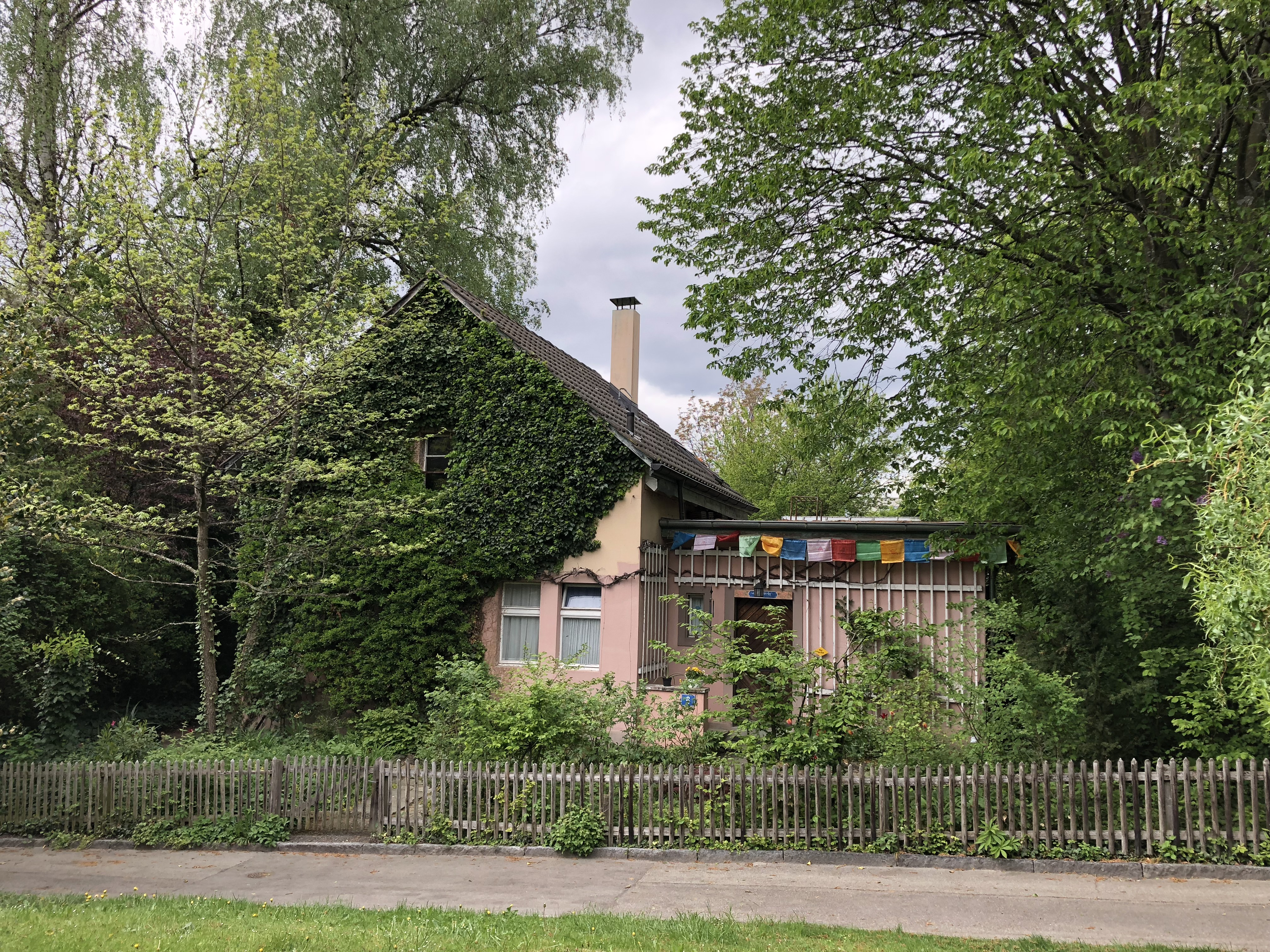
Nachbarhaus Hinter Zünen 6

Das benachbarte Haus «Hinter Zünen 6» steht auf einem Grundstück von 1059 m2 im Osten des Hauses «Hinter Zünen 8». Wann es erbaut wurde, ist nicht bekannt. In einem Verzeichnis der Gebäudeversicherung wird es 1895 als «neu» und als Eigentum des Lederhändlers Johannes Fenner bezeichnet, der Vater der Malerin Emy Fenner, die später darin arbeiten sollte. 1922 kam das Haus in den Besitz eines Adolf Pfenninger. 1930 wird Emy Fenner als Besitzerin genannt, zwei Jahre später Fanny Brügger.
Das Hinter Zünen 6 wurde von Dora Kalff von Anfang an als Zentrum der Begegnung für Buddhisten und an Buddhismus Interessierte genutzt. Heute finden dort Meditationskurse und Seminare statt. Auch dieses Haus wurde 2015 durch «Ledermann Immobilien AG» erworben bzw. wieder verkauft.